# Список персонажей сериала «Офис»
«Офис» — американский телесериал в стиле мокьюментари, основанный на одноимённом британском сериале. Формат шоу представляет собой пародию на документальный приём «муха на стене» (fly on the wall), который перемежает традиционные фрагменты комедии положений с шутливыми интервью персонажей сериала, обеспечивает зрителям доступ к непрекращающимся внутренним монологам всех главных героев, а также к эпизодическим представлениям других персонажей шоу.
Ниже приведён список персонажей данного телесериала.

## В ролях
| Актёр              | Персонаж          | Обзор появлений в сезонах | Обзор появлений в сезонах | Обзор появлений в сезонах | Обзор появлений в сезонах | Обзор появлений в сезонах | Обзор появлений в сезонах | Обзор появлений в сезонах | Обзор появлений в сезонах | Обзор появлений в сезонах |
| Актёр              | Персонаж          | Сезон 1                   | Сезон 2                   | Сезон 3                   | Сезон 4                   | Сезон 5                   | Сезон 6                   | Сезон 7                   | Сезон 8                   | Сезон 9                   |
| ------------------ | ----------------- | ------------------------- | ------------------------- | ------------------------- | ------------------------- | ------------------------- | ------------------------- | ------------------------- | ------------------------- | ------------------------- |
| Стив Карелл        | Майкл Скотт       | Главная роль              | Главная роль              | Главная роль              | Главная роль              | Главная роль              | Главная роль              | Главная роль              |                           | Спец. гость               |
| Рэйн Уилсон        | Дуайт Шрут        | Главная роль              | Главная роль              | Главная роль              | Главная роль              | Главная роль              | Главная роль              | Главная роль              | Главная роль              | Главная роль              |
| Джон Красински     | Джим Халперт      | Главная роль              | Главная роль              | Главная роль              | Главная роль              | Главная роль              | Главная роль              | Главная роль              | Главная роль              | Главная роль              |
| Дженна Фишер       | Пэм Бисли         | Главная роль              | Главная роль              | Главная роль              | Главная роль              | Главная роль              | Главная роль              | Главная роль              | Главная роль              | Главная роль              |
| Би-Джей Новак      | Райан Ховард      | Главная роль              | Главная роль              | Главная роль              | Главная роль              | Главная роль              | Главная роль              | Главная роль              | Главная роль              | Спец. гость               |
| Эд Хелмс           | Энди Бернард      |                           |                           | Регулярно                 | Регулярно                 | Регулярно                 | Главная роль              | Главная роль              | Главная роль              | Главная роль              |
| Лесли Дэвид Бэйкер | Стэнли Хадсон     | Период.                   | Регулярно                 | Регулярно                 | Регулярно                 | Регулярно                 | Регулярно                 | Регулярно                 | Регулярно                 | Регулярно                 |
| Брайан Баумгартнер | Кевин Мэлоун      | Период.                   | Регулярно                 | Регулярно                 | Регулярно                 | Регулярно                 | Регулярно                 | Регулярно                 | Регулярно                 | Регулярно                 |
| Кейт Флэннери      | Мередит Палмер    | Период.                   | Регулярно                 | Регулярно                 | Регулярно                 | Регулярно                 | Регулярно                 | Регулярно                 | Регулярно                 | Регулярно                 |
| Анджела Кинси      | Анджела Мартин    | Период.                   | Регулярно                 | Регулярно                 | Регулярно                 | Регулярно                 | Регулярно                 | Регулярно                 | Регулярно                 | Регулярно                 |
| Оскар Нуньес       | Оскар Мартинес    | Период.                   | Регулярно                 | Регулярно                 | Регулярно                 | Регулярно                 | Регулярно                 | Регулярно                 | Регулярно                 | Регулярно                 |
| Филлис Смит        | Филлис Лапин      | Период.                   | Регулярно                 | Регулярно                 | Регулярно                 | Регулярно                 | Регулярно                 | Регулярно                 | Регулярно                 | Регулярно                 |
| Минди Калинг       | Келли Капур       | Периодически              | Периодически              | Регулярно                 | Регулярно                 | Регулярно                 | Регулярно                 | Регулярно                 | Регулярно                 | Спец. гость               |
| Пол Либерштейн     | Тоби Флэндерсон   | Периодически              | Периодически              | Регулярно                 | Регулярно                 | Регулярно                 | Регулярно                 | Регулярно                 | Регулярно                 | Регулярно                 |
| Крид Брэттон       | Крид Брэттон      | Периодически              | Периодически              | Периодически              | Регулярно                 | Регулярно                 | Регулярно                 | Регулярно                 | Регулярно                 | Регулярно                 |
| Крэйг Робинсон     | Дэррил Филбин     | Периодически              | Периодически              | Периодически              | Регулярно                 | Регулярно                 | Регулярно                 | Регулярно                 | Регулярно                 | Регулярно                 |
| Дэвид Денман       | Рой Андерсон      | Период.                   | Регулярно                 | Регулярно                 |                           | Гость                     |                           | Гость                     |                           | Гость                     |
| Мелора Хардин      | Джен Левинсон     | Период.                   | Регулярно                 | Регулярно                 | Регулярно                 | Регулярно                 |                           | Спец. гость               |                           | Спец. гость               |
| Элли Кемпер        | Эрин Хэннон       |                           |                           |                           |                           | Период.                   | Регулярно                 | Регулярно                 | Регулярно                 | Регулярно                 |
| Зак Вудс           | Гейб Льюис        |                           |                           |                           |                           |                           | Период.                   | Регулярно                 | Регулярно                 | Гость                     |
| Эми Райан          | Холли Флэкс       |                           |                           |                           | Гость                     | Период.                   |                           | Регулярно                 |                           |                           |
| Джеймс Спейдер     | Роберт Калифорния |                           |                           |                           |                           |                           |                           | Гость                     | Гл. роль                  |                           |
| Кэтрин Тейт        | Нелли Бертрам     |                           |                           |                           |                           |                           |                           | Гость                     | Регулярно                 | Регулярно                 |
| Кларк Дьюк         | Кларк Грин        |                           |                           |                           |                           |                           |                           |                           |                           | Регулярно                 |
| Джейк Лэйси        | Пит Миллер        |                           |                           |                           |                           |                           |                           |                           |                           | Регулярно                 |

 Примечания 
1. ↑  Главная роль до 22-й серии 7-го сезона («Прощай, Майкл»).
2. 1 2  В 9-м сезоне Новак и Калинг числятся как приглашённые звёзды в 1-й серии («Новички») и как основные персонажи в 24-й серии («Финал»).
3. ↑  Повышен до основного персонажа в 19-й серии 3-го сезона («Прибавка»).
4. ↑  Повышен до главной роли в 15-й серии 6-го сезона («Сейбр»).
5. 1 2 3 4 5 6  Повышен до основного персонажа в 13-й серии 2-го сезона («Секрет»).
6. ↑  Повышен до основного персонажа в 14-й серии 2-го сезона («Ковёр») и вплоть до 19-й серии 3-го сезона («Прибавка»).
7. ↑  Повышена до основного персонажа в 15-й серии 2-го сезона («Мальчики и девочки») и вплоть до 4-й серии 5-го сезона («Смотрины»).
8. ↑  В 7-м сезоне повышена до основного персонажа в 4-й серии («Половое воспитание») и с 11-й («Рождество со вкусом») по 22-ю серии («Прощай, Майкл»).
9. ↑  Повышена до основного персонажа с 15-й серии 8-го сезона («Таллахасси»).

## Основные персонажи

### Майкл Скотт
Майкл Гэри Скотт (роль исполняет Стив Карелл) — региональный менеджер филиала Dunder Mifflin в Скрэнтоне (Пенсильвания). Чрезвычайно общительный и в то же время одинокий человек средних лет, наивный и инфантильный. Он любит находиться в центре внимания и нравиться, поэтому постоянно ведёт себя как офисный шут, вызывая у окружающих смешанное чувство раздражения и жалости. По собственным словам, он хочет, чтобы подчинённые считали его другом в первую очередь, и лишь во вторую — боссом. В стремлении всем понравиться Майкл часто выкидывает непристойные, оскорбительные или просто не смешные шутки и искренне не понимает, почему над ними не смеются. Нередко приписывает себе успехи других, а в случае неудачи — прячется за спины своих работников. Никогда не держит своих обещаний. Часто вкладывает свои деньги в сомнительные предприятия, а то и вовсе отдаёт их откровенным мошенникам. Любит проводить собрания по ничтожным поводам, на которых работники откровенно скучают.

### Дуайт Шрут
Дуайт Курт Шрут III (Рэйн Уилсон) — торговый представитель и заместитель (помощник) регионального менеджера филиала Dunder Mifflin в Скрэнтоне. Человек с высоким интеллектом и очень низкими социальными навыками — он имеет широкий круг интересов, но совсем не обладает эмпатией и не разбирается в вопросах поведения в обществе и общения с людьми, а его гордость не позволяет ему заметить неладное. Является основным объектом шуток Джима и Пэм. Открыто недолюбливает большинство своих коллег, однако искренне восхищается Майклом, перед которым пресмыкается настолько усердно, что это раздражает даже самого Майкла.

### Джим Халперт
Джеймс «Джим» Халперт (Джон Красински) — торговый представитель филиала Dunder Mifflin в Скрэнтоне (некоторое время работал в филиале в Стэмфорде (Коннектикут). Очень способный молодой человек, но его мало что действительно интересует, поэтому он развлекается тем, что подшучивает над своими коллегами, особенно над Дуайтом. Тем не менее, за маской шутника скрывается очень чувствительный и беззаветно влюблённый человек.

### Пэм Бисли
Памела Морган «Пэм» Бисли-Халперт (Дженна Фишер) — секретарша, а впоследствии торговый представитель и офисный администратор филиала Dunder Mifflin в Скрэнтоне. Застенчивая девушка, которой по работе приходится потакать своему боссу Майклу, выполняя его безумные, дурацкие и бессмысленные задания. Мечтала стать художницей, но была вынуждена остаться на изначально временной работе в офисе из-за помолвки с Роем, которая долго держала её в подвешенном состоянии.

### Райан Ховард
Райан Бэйли Ховард (Би-Джей Новак) — стажёр в торговом отделе филиала Dunder Mifflin в Скрэнтоне. Параллельно получает степень магистра в бизнес-школе и мечтает об открытии собственного дела. Майкл часто заставляет Райана выполнять за него чёрную работу, в то же время становясь одержимым личной жизнью Райана, навязчиво пытаясь завоевать его дружбу. По мере развития сериала Райан начинает проявлять всё большее презрение и пренебрежение как к своим коллегам, так и к своей работе.

### Энди Бернард
Эндрю Бэйнс «Энди» Бернард (урождённый Уолтер Бэйнс Бернард-младший) (Эд Хелмс) — управляющим отделом продаж филиала Dunder Mifflin в Стэмфорде, перешедший в скрэнтонский филиал после его слияния со стэмфордским. Высокомерный и эгоцентричный карьерист, что, однако, не мешает ему доброжелательно относиться к своим коллегам. Нередко проявляет себя как сикофант, также имеет серьёзные проблемы с контролем своих эмоций.

### Стэнли Хадсон
Стэнли Хадсон (Лесли Дэвид Бэйкер) — торговый представитель филиала Dunder Mifflin в Скрэнтоне. Вечно недовольный, угрюмый и ворчливый мужчина, ненавидящий свою работу и мечтающий поскорее выйти на пенсию. Единственная мотивация для него — заработать на оплату обучения в колледже для своей старшей дочери. Любит разгадывать кроссворды, чем зачастую и занимается в рабочее время.
У Стэнли в целом хорошие отношения с большинством своих коллег, особенно с Филлис, с которой он делит рабочий стол и часто обедает. Недолюбливает Майкла, от которого часто слышит неуместные шутки насчёт своего афроамериканского происхождения, однако обычно терпеливо старается игнорировать выходки босса, лишь изредка позволяя себе выступить против него в открытую.

### Кевин Малоун
Кевин Малоун (Брайан Баумгартнер) — бухгалтер в филиале Dunder Mifflin в Скрэнтоне. Недалёкий медлительный человек с интеллектом ребёнка и низкими социальными навыками. Часто отпускает нелепые комментарии (нередко с сексуальным подтекстом) в сторону коллег. На протяжении всего сериала встречаются недвусмысленные намёки на то, что Кевин хранит большую коллекцию порнографии на рабочем компьютере. Его любимое число — 69. Изначально Кевин устраивался на работу в Dunder Mifflin рабочим на склад, но Майкл взял его бухгалтером, потому что увидел в нём потенциал. Втайне от всех занимается финансовыми махинациями, однако о его причастности к ним никто в офисе не подозревает.

### Мередит Палмер
Мередит Палмер (Кейт Флэннери; в пилотной серии — Хенриетта Мантел) — менеджер по работе с поставщиками в филиале Dunder Mifflin в Скрэнтоне. Разведённая женщина средних лет, в одиночку воспитывающая одного из двух своих детей и ведущая распутный образ жизни, включающий в себя беспорядочные половые связи и злоупотребление алкоголем (в том числе распитие на рабочем месте), а также (по её собственным словам) пристрастие к порнографии. В рабочее время обычно раскладывает пасьянсы на компьютере. Одной из постоянных шуток сериала является то, что обычно именно Мередит физически страдает от чрезвычайных происшествий в офисе.

### Анджела Мартин
Анджела Ноэль Шрут (урождённая Мартин; ранее Липтон) (Анджела Кинси) — главный бухгалтер филиала Dunder Mifflin в Скрэнтоне, а также по совместительству председатель оргкомитета и ответственная за безопасность. Строгая и консервативная женщина со стервозным характером, склонная постоянно осуждать своих коллег, особенно Пэм и Филлис. Это, однако, не распространяется на Дуайта. Анджела очень любит кошек и даже в тайне от всех держит кота в офисном шкафу. Вегетарианка. Будучи весьма миниатюрного телосложения, вынуждена покупать одежду для кукол, так как вещи в детском отделе GAP для неё слишком яркие.

### Оскар Мартинес
Оскар Мартинес (Оскар Нуньес) — бухгалтер в филиале Dunder Mifflin в Скрэнтоне. Его родители были мексиканцами, однако сам Оскар родился и вырос в США. Открытый гей, долгое время скрывавший свою ориентацию и невольно совершивший каминг-аут из-за Майкла. Рациональный, логичный и несколько занудный мужчина. В некоторых эпизодах его называют самым умным в офисе. Оскар часто находит шутки своих коллег оскорбительными, однако сохраняет внешнее спокойствие и ведёт себя корректно, хотя Майклу всё-таки удаётся вывести его из себя. Несмотря на очевидную разницу в интеллекте, лучший друг Оскара — Кевин.

### Филлис Вэнс
Филлис Вэнс (урождённая Лапин) (Филлис Смит) — торговый представитель филиала Dunder Mifflin в Скрэнтоне. Тихая и дружелюбная женщина, любящая женские разговоры и сплетни. Несмотря на свой благообразный вид, она нередко проявляла себя как весьма мстительная особа по отношению к Анджеле, с которой у неё постоянно возникают конфликты. Майкл часто ставит Филлис в неловкое положение, называя её неженственной и старой, хотя в старшей школе они учились в одном классе. Филлис замужем за Бобом Вэнсом из Vance Refrigeration, чей офис находится на одном этаже с Dunder Mifflin.

### Келли Капур
Келли Раджанигандха Капур (Минди Калинг) — сотрудница отдела по обслуживанию клиентов филиала Dunder Mifflin в Скрэнтоне. Американка индийского происхождения. Болтливая простушка, у которой в голове, казалось бы, нет ничего, кроме мыслей о мужчинах, одежде, косметике и сплетен о знаменитостях, однако иногда можно заметить, что она «включает дурочку» специально. Так как Келли работает в отдельном от своих коллег помещении, она донимает своими разговорами Тоби, который сидит за соседним столом за перегородкой.

### Тоби Флэндерсон
Тоби Флэндерсон (Пол Либерштейн) — кадровик филиала Dunder Mifflin в Скрэнтоне. Напрямую подчиняется головному офису Dunder Mifflin в Нью-Йорке, что является одной из многочисленных причин для ненависти со стороны Майкла. Спокойный и мягкий человек, к которому работники офиса обращаются с жалобами друг на друга и на Майкла. Разведён. Из-за психологической травмы, полученной в детстве, Тоби не может устроить свою личную жизнь и неспособен получать удовольствие от жизни. Майкл не считает Тоби членом офисной семьи и постоянно оскорбляет его, однако несмотря на это, Тоби периодически предлагает Майклу свою помощь и вообще относится к нему очень спокойно.

### Крид Брэттон
Крид Брэттон (Крид Брэттон) — менеджер по обеспечению качества в филиале Dunder Mifflin в Скрэнтоне. Никто (в том числе и сам Крид) не знает, в чём именно заключаются его обязанности как сотрудника. Крид постоянно отлынивает как от своих непосредственных, так и от дополнительных обязанностей, таких как уборка офиса. Создаёт впечатление приятного старичка, однако на самом деле является клептоманом с низкими моральными качествами, а то, что творится у него в голове, Райан счёл «чересчур шокирующим даже для интернета». За свою жизнь успел побыть наркоманом, хиппи, бездомным, рок-музыкантом и, очевидно, имел проблемы с законом. Несмотря на то, что у Крида наибольший стаж из всех сотрудников офиса, на самом деле его никогда не нанимали — однажды он просто зашёл в офис и стал вести себя так, как будто работал там, и с тех пор приходил на работу каждый день.

### Дэррил Филбин
Дэррил Филбин (Крэйг Робинсон) — начальник склада в филиале Dunder Mifflin в Скрэнтоне, впоследствии — директор по маркетингу. Несмотря на то, что в общении с Майклом он обычно сух и раздражителен, на самом деле Дэррил — расслабленный, обаятельный и приятный в общении парень, который нередко проявляет себя более компетентным и амбициозным руководителем, нежели Майкл, несмотря на работу на складе. Разведён, воспитывают маленькую дочь, которую очень любит.

### Рой Андерсон
Рой Андерсон (Дэвид Денман) — рабочий на складе филиала Dunder Mifflin в Скрэнтоне. К началу сериала уже три года был помолвлен с Пэм, из-за чего та не могла оставить работу в офисе и заниматься любимым делом. Грубый, невнимательный и бестактный человек, позволяющий себе, несмотря на отношения с Пэм, комплименты с сексуальным подтекстом в отношении других женщин, а также часто обижающий Пэм своими высказываниями и поступками.

### Джен Левинсон
Джанет «Джен» Левинсон (ранее Левинсон-Гулд) (Мелора Хардин) — вице-президент по продажам Dunder Mifflin в северо-восточном округе и непосредственная начальница Майкла. Придерживается серьёзного стиля управления, который противоречит более неформальному подходу Майкла. Поскольку её офис находится в Нью-Йорке, Джен общается с филиалом в Скрэнтоне в основном по телефону. Она обычно спрашивает, снимается ли она на камеру, когда разговаривает с Майклом по громкой связи, и Майкл часто лжёт и говорит ей, что это не так, прежде чем признать, что это так, и в этот момент она вешает трубку.

### Эрин Хэннон
Келли Эрин Хэннон (Элли Кемпер) — администратор филиала Dunder Mifflin в Скрэнтоне. Довольно интеллектуальная, весёлая, порой с глупым поведением и детской наивностью, Эрин всегда остаётся самым приятным и оптимистичным сотрудником Dunder Mifflin. Ей не только нравится быть администратором, в отличие от своей предшественницы Пэм, но она также почти безоговорочно восхищается своими коллегами, включая Майкла и Дуайта. Она выросла в приёмных семьях и упоминала, что в молодости «мои волосы были моей комнатой», то есть местом, где она пряталась от стресса и травм.

### Гейб Льюис
Гейб Льюис (Зак Вудс) — директор-координатор развивающихся регионов штаб-квартиры Sabre. Sabre заключил нелогичную сделку с филиалом Dunder Mifflin в Скрэнтоне, согласно которой Гейб три дня в неделю находится в Таллахасси (Флорида) и два в Скрэнтоне, в результате чего ему приходится летать между рабочими местами. Невротический подхалим, неуверенный в себе человек, он часто смирялся с тем, что вынужден работать сверхурочно из-за непредсказуемого стиля управления бывшего генерального директора Sabre Джо Беннетт. Он страдает от непростых отношений с коллегами. В течение первых полутора лет работы в филиале в Скрэнтоне его попытки заслужить уважение остальной части офисных работников закончились неудачей. И хотя поначалу казалось, что сотрудники просто не обращали на него внимания, вскоре он стал для них не более чем посмешищем, которого много раз оскорбляли или высмеивали, несмотря на его корпоративный статус.

### Холли Флэкс
Холлис Партридж «Холли» Скотт (урождённая Флэкс) (Эми Райан) — временная работница отдела кадров филиала Dunder Mifflin в Скрэнтоне. С самого первого её появления в офисе становится понятно: она — женская версия Майкла. Холли полностью поддерживает Майкла во всех его безумных и глупых начинаниях, часто ведёт себя неподобающе офисному работнику и обожает пародировать различных персонажей. Более того, она мыслит в точности как Майкл — когда он потерялся, Холли нашла его, просто гуляя по городу. Как оказалось, она шла тем же путём, что и он. Она — ключ к Майклу, как выразился тогда Дуайт.

### Роберт Калифорния
Роберт Калифорния (также известный как Боб Казамакис) (Джеймс Спейдер) — бывший генеральный директор Dunder Mifflin/Sabre. Загадочный манипулятивный человек, он часто вдохновлял и пугал сотрудников филиала в Скрэнтоне. В конце 8-го сезона выясняется, что «Роберт Калифорния» не его настоящее имя, он представляется Дэвиду Уоллесу как «Боб Казамакис».

### Нелли Бертрам
Нелли Бертрам (Кэтрин Тейт) — региональный менеджер филиала Dunder Mifflin в Скрэнтоне. Грубая и откровенная женщина с английскими корнями. Родилась в «рабочем городке» в Базилдоне (Англия), и до 32 лет говорила с «ужасающим» эссексским акцентом. Нелли принимает очень плохие решения в своей профессиональной жизни. Однако она знает о своих недостатках, рассказывая съёмочной группе: «Я выросла в бедности. У меня было мало образования, и я не получила реальных навыков. Я особо не работаю. Большинство моих идей либо не оригинальны, либо полнейшая чушь».

### Кларк Грин
Кларк Грин (Кларк Дьюк) — один из новых сотрудников отдела по обслуживанию клиентов филиала Dunder Mifflin в Скрэнтоне, пришедший после ухода Келли. Дуайт нанимает его в качестве младшего продавца после того, как понимает, что ни один из его друзей и родственников не подходит для этой работы. Поначалу его называют «новый Дуайт».

### Пит Миллер
Пит Миллер (Джейк Лэйси) — один из новых сотрудников отдела по обслуживанию клиентов филиала Dunder Mifflin в Скрэнтоне, пришедший после ухода Келли. Энди даёт ему прозвище «Плюх», что не особо нравится Питу. Первоначально его называли «новый Джим» из-за их похожей внешности, хотя они быстро понимают, что у них нет общих интересов. После того, как Эрин расстаётся с Энди, они с Питом начинают встречаться.

## Остальные сотрудники Dunder Mifflin и Sabre

### Руководство

#### Дэвид Уоллес
Дэвид Уоллес (Энди Бакли) — финансовый директор, позже генеральный директор филиала Dunder Mifflin в Скрэнтоне. Несмотря на то, что его образ жизни отличается от образа жизни членов филиала в Скрэнтоне, Дэвид терпит и понимает эксцентричность и недостатки регионального менеджера Майкла Скотта и ценит сотрудников Джима и Тоби. Его увольняют после поглощения Dunder Mifflin Sabre. Позже он продаёт свой патент на пылесос для сбора игрушек под названием «Отсос» военным США за 20 миллионов долларов, а позже приобретает Dunder Mifflin за нераскрытую сумму денег и становится генеральным директором.

#### Деанджело Викерс
Деанджело Джеремитриус Викерс (Уилл Феррелл) — был заменой Майкла на посту регионального менеджера филиала Dunder Mifflin в Скрэнтоне в конце седьмого сезона, поскольку Майкл переехал в Колорадо со своей невестой Холли. Он в значительной степени некомпетентен на должности управленца, поскольку зарекомендовал себя как предвзятый менеджер, ужасный продавец и плохой ведущий ежегодного шоу награждения премией Данди. Он рассказал Энди, что его наняли не из-за его делового опыта, а потому, что он помог предотвратить кражу одной из собак генерального директора Джо Беннетт.

#### Джо Беннетт
Джолин «Джо» Беннетт (Кэти Бэйтс) — генеральный директор Sabre, компании, которая покупает Dunder Mifflin в 6 сезоне. В 8 сезоне она отказывается от должности генерального директора, но остаётся председателем совета директоров. Она прямолинейная и упрямая южанка, написавшая автобиографию под названием «Взгляни хорошенько». У неё есть два немецких дога и белый Cadillac Escalade Hybrid, она пережила рак груди и является лицензированным пилотом, и другом Нэнси Пелоси (американский политик-демократ).

#### Джош Портер
Джошуа «Джош» Портер (Чарльз Истен) — бывший региональный менеджер филиала Dunder Mifflin в Стэмфорде. Он кажется более ответственным и компетентным начальником, чем Майкл, хотя в некоторых эпизодах подразумевается, что филиал Майкла более продуктивен, чем филиал Джоша. Когда было объявлено о закрытии филиала в Скрэнтоне, Джошу предложили повышение, чтобы он стал менеджером недавно образованного северо-восточного филиала Dunder Mifflin. Тем не менее, он воспользовался предложением получить должность старшего менеджера в Staples, разрушив планы закрытия филиала в Скрэнтоне, вместо этого было решено закрыть филиал в Стэмфорде. Джим, до этого восхищавшийся Джошем, говорит: «Говорите что хотите о Майкле Скотте, но он никогда бы такого не сделал».

#### Чарльз Майнер
Чарльз Майнер (Идрис Эльба) — вице-президент по продажам северо-восточного филиала Dunder Mifflin, занявший должность, освобождённую Райаном и Джен. До прихода в Dunder Mifflin он работал в Saticoy Steel и имеет бухгалтерское образование. Его серьёзные управленческие навыки противоречат непринужденному поведению Майкла, и при встрече с Джимом он сразу же испытывает к нему неприязнь. Его красивая внешность и твёрдое отношение к делу вызывают у Анджелы и Келли немедленное влечение к нему, позже он говорит, что «знал о влиянии, которое он оказывает на женщин», и не был заинтересован в ни одной из них. Вскоре Чарльз заставляет Майкла уйти после того, как отменяет вечеринку, посвящённую 15-летию Майкла в компании. Когда Майкла снова нанимают, он требует, чтобы Чарльза уволили, но Дэвид Уоллес отказывается, заявляя, что Чарльз «ценен».

#### Эд Трак
Эдвард «Эд» Трак (Кен Ховард) — бывший региональный менеджер филиала Dunder Mifflin в Скрэнтоне, на которого в молодости работал Майкл, пока Эд не вышел на пенсию. Он отвечал за наём Крида, Филлис и Дэррила, а также за отмену обязательного пенсионного возраста, установленного компанией, путём подачи иска о дискриминации по возрасту. Джен сообщает Майклу, что Эд недавно умер. Хотя он удивлён этой новостью, Майкл, похоже, не оплакивает смерть Эда, пока Крид не сообщает ему об ужасной смерти Эда: он, по-видимому, был «пьяным как скунс» и ехал по шоссе 6, где влетел под фуру и был обезглавлен. Майкл просит воздвигнуть статую Эда в его память, но Джен отвергает это предложение, заявляя, что корпорации это не понравится. В качестве компромисса устанавливается мемориальная доска в его честь, которая висит между офисом Майкла и конференц-залом.

#### Дэн Гор
Дэн Гор (Дэн Коул) — региональный менеджер филиала Dunder Mifflin в Буффало (Нью-Йорк). Впервые он был представлен на встрече с новым финансовым директором Дэвидом Уоллесом. Он также присутствовал на коктейльной вечеринке Уоллеса и был замечен на вечеринке в честь запуска веб-сайта, пытаясь проверить, работает ли камера его филиала. Позже было объявлено, что филиал в Буффало закрывается из-за ужасной рецессии, поразившей экономику США.

#### Крейг
Крейг (Крейг Энтон) — некомпетентный, грубый менеджер филиала Dunder Mifflin в Олбани (Нью-Йорк). Он обижается на Джен, и его отношения с Майклом портятся, когда они спорят о своём мнении о Джен. Крейга не приглашают на выездную встречу регионального менеджера Райана и не упоминают иным образом, что, возможно, означает, что он больше не работает на этой должности. В удаленной сцене упоминается, что филиал в Олбани закрывается, что подтверждает увольнение Крейга из компании.

#### Трой Андербридж
Трой Л. Андербридж (Ноэль Петок) — корпоративный руководитель, который работает в банковской сфере и известен тем, что поощряет вечеринки Райана и злоупотреблением кокаина. Из-за его невысокого роста Дуайт убеждён, что на самом деле он хоббит. В удалённой сцене он прибывает в отделение Скрэнтона, но не хочет раскрывать, почему он пришёл вместо Райана. После того, как было обнаружено видео на YouTube, на котором Райан арестован за мошенничество, Троя спрашивают, есть ли у него какая-либо информация об аресте, но он просто отвечает: «Может быть, да». Позже его можно увидеть в фильме Майкла «Уровень тревоги: Полночь», где он играет одного из приспешников Златолицего. Его средний инициал указан на веб-сайте Threat Level Midnight, который читается как «тролль под мостом» (troll under bridge).
Поскольку он работал в корпоративном офисе Dunder Mifflin, предполагается, что он был уволен из компании вместе со всеми другими руководителями корпорации после того, как Dunder Mifflin был выкуплен Sabre. Однако позже Трой снова появляется в офисе как один из странных соискателей работы, подающих заявку на должность продавца с частичной занятостью в филиале Скрэнтона.

### Продавцы

#### Карен Филиппелли
Карен Филиппелли (Рашида Джонс) — торговый представитель филиала Dunder Mifflin в Стэмфорде, позже перешла в филиал в Скрэнтоне в рамках слияния. Она встречалась с Джимом. В финале 3-го сезона она и Джим едут в Нью-Йорк, чтобы пройти собеседование на работу в корпорации. Ни один из них не получает работу, и вскоре она уходит от Джима и увольняется из скрэнтонского филиала. Позже выясняется что она региональный менеджер филиала в Ютике (Нью-Йорк) и находится на восьмом месяце беременности. Она вышла замуж за дерматолога по имени Дэн (Дэн Гур). Её персонаж основан на Рэйчел из оригинальной версии «Офиса».
В статье под названием «Рейтинг лучших персонажей «Офиса», опубликованной на MSN, Карен заняла семнадцатое место. В статье она описывается как «умная, амбициозная сотрудница, единственная ошибка которой заключалась в том, что она встречалась с Джимом и, следовательно, встала перед неудержимым любовным локомотивом Джима и Пэм». В другой статье «Офис: пять женских персонажей, получивших и не получивших уважение», опубликованная на Screen Rant, сказано: «С Карен не запомнилась чем-то плохим, и во многих отношениях она хорошо подходила Джиму».

#### Дэнни Кордрей
Дэнни Кордрей (Тимоти Олифант) — разъездной продавец компании Dunder Mifflin и бывший продавец конкурирующей фирмы. Он появляется в начале 7-го сезона, где после кражи потенциального клиента Майкл, Дуайт и Джим устраивают провокацию, чтобы выведать его навыки продавца, но Дэнни в конце концов обнаруживает это. Хотя он изначально злится на них, он решает принять предложение Майкла о работе. Он производит впечатление на своих коллег, приглашая их всех на вечеринку в честь Хэллоуина в бар, которым он владеет. Когда Джим узнаёт, что Дэнни недолго встречался с Пэм, когда он был в Стэмфорде, он интересуется, почему Дэнни не перезвонил ей после второго свидания, и в конце концов он говорит, что посчитал Пэм «тупицей», что беспокоит Джима больше, чем саму Пэм. Многие сотрудники офиса считают его очень привлекательным, в том числе Мередит, которая пытается его соблазнить. В конце сезона он получает Данди в номинации «Самый горячий в офисе», победив действующего чемпиона Райана.

#### Эй-Джей
Эй-Джей (Роб Хюбел) — приветливый продавец филиала Dunder Mifflin в Нашуа (Нью-Гэмпшир), который становится парнем Холли после того, как её перевели туда из Скрэнтона и она разорвала отношения с Майклом. Майкл встречает его на цикле лекций и расстраивается, когда узнаёт, что Холли встречается с ним. Позже он снова появляется на пикнике компании вместе с Холли, с которой он всё ещё встречается. Эй-Джей говорит Майклу, что они начали проектировать дом для себя. Майкл делает несколько шутливых оскорблений в сторону Эй-Джея, который не отвечает на них. После провального представления Майкла и Холли в сочетании с очевидной привязанностью, которую они всё ещё испытывают друг к другу, Майкл по-взрослому позволяет Холли уйти с Эй-Джеем. После того, как Холли временно переводят обратно в Скрэнтон в 7-м сезоне, она рассказывает другим женщинам в офисе, что она и Эй-Джей переживают проблемы и что она расстроена тем, что он ещё не сделал ей предложение. По их совету она решает поставить Эй-Джею ультиматум: либо он делает ей предложение к Новому году, либо они прекращают отношения. Позже Холли возвращается к работе и рассказывает, что Эй-Джей не сделал ей предложения, но она всё равно решила продолжить встречаться с ним. Однако вскоре она расстраивается из-за того, что он не выполнил ультиматум, и звонит Эй-Джею сказать, что она хочет сделать перерыв в их отношениях. Вскоре после этого она разрывает их отношения и снова начинает встречаться с Майклом.

#### Бен Ньюджент
Бен Ньюджент (озвучен сценаристом сериала Лестером Льюисом) — лучший продавец филиала Dunder Mifflin в Ютике, которому Майкл звонит и безуспешно пытается переманить к себе в 4-м сезоне в эпизоде «Война филиалов». Имя персонажа было основано на реальном сценаристе, с которым встречалась Минди Калинг (написавшая сценарий к эпизоду), когда снимался эпизод.

#### Тодд Пакер
Тодд Пакер (Дэвид Кокнер) — внешний торговый представитель, основанный на Крисе Финче из оригинальной версии «Офиса». Грубый алкоголик, распутный в сексуальных отношениях, который рассказывает непристойные и неуважительные шутки, которые, как правило, оскорбляют всех, кроме Майкла. В 7-м сезоне он подаёт заявку на работу в скрэнтонском филиале, к большому ужасу всего персонала, кроме Майкла. Джим и Дуайт замышляют избавиться от него, притворившись, что Sabre предлагает работу в Таллахасси (Флорида), на что он соглашается. Когда Майкл узнаёт об обмане, он планирует рассказать Пакеру правду, но когда Тодд оскорбляет Холли, он меняет своё мнение и, наконец, разделяет мнение других о том, что Пакер «задница». В 8-м сезоне выясняется, что Пакер на самом деле получил должность в офисе Sabre в Таллахасси, где он работает в составе специальной проектной группы Нелли Бертрам. Однако вскоре после этого он был уволен, когда Джиму удалось помешать Дуайту представить проект магазина Sabre совету директоров, что побудило Пакера добровольно занять должность вице-президента, получив увольнение, предназначенное для Дуайта. Он снова появился в 9-м сезоне, притворяясь, что исправил своё ужасное поведение, раздавая кексы своим бывшим коллегам, в которые он подмешал разнообразные ядовитые вещества, пытаясь причинить серьёзный дискомфорт людям, которые его уволили.

### Административные помощники

#### Кэти Симмс
Кэти Симмс (Линдси Броад) — молодой и привлекательный временный офисный работник, которая заменяла Пэм, пока она была в декретном отпуске. После возвращения Пэм она ещё некоторое время работала в компании.
Во время своего пребывания в офисе Кэти была довольно незаметна, и хотя сотрудники, удосуживавшиеся обращать на неё какое-либо внимание, часто клеветали или шутили над ней (в частности, Дуайт), она смогла найти общий язык с Джимом, с которым у неё сложились хорошие отношения. Однако в эпизоде на вечеринке у бассейна есть тонкие намёки на то, что её чувства к нему более чем платонические. Позже её увлечение Джимом в конечном итоге подтверждается, когда после того, как её выбрали для трёхнедельной деловой поездки во Флориду с Джимом и четырьмя другими сотрудниками, она рассказывает подруге по телефону о намерениях соблазнить его, несмотря на его брак и детей. В удалённой сцене из того же эпизода она также беспокоится о потере работы теперь, когда Пэм вернулась, и подразумевает, что в будущем может быть достаточно отчаянной, чтобы подумать о том, чтобы выйти замуж за мужчину, которого зовут Дуг, только ради финансовой стабильности, которую он может ей обеспечить. В командировке Кэти претворяет в жизнь свой план по соблазнению Джима. Она появляется в его гостиничном номере в довольно откровенной одежде, утверждая, что обслуживающий персонал отеля работает в её номере. Хотя Джим сначала соглашается на её просьбу остаться с ним на некоторое время, ему становится всё более не комфортно в её присутствии, особенно после того, как она принимает душ в его номере и выходит из него в коротком халате. После того, как она откровенно пристаёт к нему, Джим говорит ей, что он счастлив в браке и не интересуется ею. В ответ Кэти симулирует удивление и говорит, что у неё не было никаких романтических намерений. Смущённый тем, что, по-видимому, неправильно истолковал ситуацию, он извиняется и соглашается расслабиться. Однако, когда он возвращается из ванной и находит её лежащей под его одеялом, а халат на полу, он решительно требует, чтобы она ушла, несмотря на её протесты. Прогнать Кэти получается с помощью Дуайта, который врывается в номер с химикатами от постельных клопов.
В удалённой сцене из следующего эпизода она расстроена тем, что Джим теперь ведёт себя с ней неловко, хотя в интервью она говорит, что всё ещё считает, что у неё есть шанс на романтические отношения с ним. Джим же в своём интервью говорит съёмочной группе, что считает её «сумасшедшей». Однако в последний день командировки кажется, что её больше не заботит Джим, поскольку она смеётся над шутками Дуайта о Джиме (хотя возможно, что она делала это только потому, что Дуайт в то время был вице-президентом Нелли Бертрам). Не показано, как она возвращается из Флориды со своими коллегами, а в следующем эпизоде её стол кажется пустым. 19 марта 2012 года Броад подтвердила, что Кэти не вернётся, заявив в сообщении в Твиттере, что «Кэти закончила временную работу в Dunder Mifflin».

#### Хантер
Хантер (Николас Д’Агосто) — помощником Джен. Впервые он появился в конце 3-го сезона и заставил Майкла чувствовать угрозу своей юношеской красотой. Позже Хантер подслушал деликатный телефонный разговор между Майклом и Джен, в котором она просит Майкла сказать Хантеру купить ещё водки, если он собирается приехать к ней этой ночью. Вскоре Майкл доставляет ему дискомфорт, когда просит сказать Джен, что «Он хочет сжать их [её груди]». После того как Джен увольняют, она желает Хантеру удачи с его музыкальной группой и говорит ему: «Не позволяй им изменить тебя». Позже в 4-м сезоне выясняется, что вскоре после этого Райан уволил Хантера (возможно, за его соучастие в халатном отношении Джен к её работе). С тех пор Хантер выпустил компакт-диск со своей группой The Hunted, что подразумевает, что он, возможно, начал карьеру музыканта. Текст одной из песен, озаглавленной «That One Night» (Та самая ночь), описывает поведение Джен и кажется, что в ней подразумевается, что Хантер, возможно, занимался сексом с Джен и, вполне возможно, потерял с ней девственность. На веб-сайте Джен о свечах erenitybyjancandles.com она называет одну свечу «Hunter Green» и пишет: «От этого юношеского, стойкого аромата у вас слюнки потекут. Создавая эту свечу, я снова почувствовала себя студенткой колледжа, соблазнённой декадентским яблоком. Вас соблазнит самый эротичный аромат моей коллекции — Hunter Green», что ещё больше подразумевает сексуальные отношения между ними. В 9-м сезоне мы узнаём, что Хантеру было 17 лет, когда он работал на Джен.

#### Роландо
Роландо (Адам-Джамал Крейг) — администратор филиала Dunder Mifflin в Ютике. Он появляется по разу в 4-м и 5-м сезонах, приветствуя Майкла и Пэм, когда они прибывают в филиал в Ютике, а также насмехается над предложением Майкла, чтобы два администратора отправились на свидание.

#### Стефани
Стефани (Лорел Коппок) — дружелюбный администратор в штаб-квартире Sabre, которая появляется в 8-м сезоне. Когда Дуайт физически задерживает Гейба Льюиса, потому что он насмешливо отвергает его предложение, Стефани игнорирует крики Гейба о помощи.

#### Джордан Гарфилд
Джордан Гарфилд (Коди Хорн) — новый исполнительный помощник, нанятая Деанджело Викерсом в конце 7-го сезона, главным образом для того, чтобы доказать персоналу, что он не сексист. У неё был небольшой опыт, поэтому её коллеги предположили, что Деанджело нанял её из-за её модельной внешности. В следующем эпизоде Дуайт сообщает ей, что её коллеги не относятся к ней серьёзно, потому что её наняли только из-за внешности. Она восприняла это раздражённо, но не особо удивилась. В удалённой сцене её поведение, когда она разговаривает со съёмочной группой о Джиме, подразумевает, что она влюбилась в него.
Джордан не появилась в 8-м сезоне без объяснения того, что с ней стало. Позже Пол Либерштейн подтвердил, что она не вернётся в шоу, но не объяснил почему.

#### Ронни
Ронни (Дейл Рауль) — временная замена Пэм в качестве администратора, нанятая, когда Пэм поступила в художественную школу в Нью-Йорке в начале 5-го сезона. За короткое время в офисе Ронни быстро потеряла популярность, Майкл откровенно не оценил её, и во время корпоратива её вопрос «Кто-нибудь хочет потанцевать?» был встречен с единодушным отвращением. Вскоре Майкл уволил её и заменил Райаном, отчасти потому, что Майкл считал её «скучной». Позже она появляется в эпизодической роли в эпизоде 6-го сезона в воспоминаниях.

### Работники склада филиала Dunder Mifflin в Скрэнтоне

#### Лонни Коллинз
Лонни Коллинз (Патрис О’Нил) — грузчик. Лонни присоединяется к своему другу Дэррилу в открытом проявлении раздражения и запугивания Майкла. Он стал ярым сторонником Дэррила в попытке создать профсоюз, сославшись на низкую заработную плату, которую они получают по сравнению с офисными служащими. Он наиболее известен тем, что наорал на Майкла после того, как тот разгромил весь склад. Он также оскорбил Майкла перед персоналом во время обучающего семинара Дэррила по технике безопасности после того, как Майкл часто прерывал презентацию своей неприязнью. Лонни снова высмеивал Майкла во время лекции по безопасности на рабочем месте, которую проводил персонал офиса. Келли оскорбляет его, называя «Морским чудовищем», потому что у него лишний вес.

#### Мэдж Мэдсен
Мэдж Мэдсен (Карли Ротенберг) — грузчик. Мэдж играла против офисной команды в баскетбол (что привело к тому, что Майкл грубо назвал её «девушкой из Восточной Германии»). Когда Майкл привёл офисных работников-мужчин на склад на «мужское собрание», Мэдж извинилась и не приняла участия в слушаниях. Первоначально Майкл не понимал, почему она уходит, указывая на то, что он не понял, что она женщина. Майкл перепутал её имя, назвав её «Падж», а затем «Пэдж», не зная её настоящего имени. Майкл и Дуайт украли её униформу, когда собирались разыграть филиал Ютики во время «Войны филиалов», и Джим в конечном итоге носил её после поражения. Мэдж ненадолго появляется в конце 5-го сезона, когда Дуайт принимает её за Майкла, когда она проходит мимо него. Во время игры в «Тайного Санту» выясняется, что сотрудники склада называют её «Гарфилд» из-за её любви к лазанье. В 7-м сезоне после того, как работникам склада разрешают торговать бумагой, говорится, что Мэдж совершила свою первую продажу. Когда она и остальные сотрудники склада выигрывают почти миллион долларов в лотерею в начале 8-го сезона, Мэдж тут же увольняется с работы.

#### Гленн
Гленн (Кэлвин Теннер) — грузчик. Впервые появляется в начале 2-го сезона в эпизоде, где он смотрит видео о сексуальных домогательствах, присланное из корпорации, и снова появляется во время семинара на складе для сотрудников мужского пола, который проводит Майкл. В начале 3-го сезона Майкл проводит похороны умершей птицы, а Дуайт приказывает Гленну и Филлипу убрать пепел от её кремации. В премьере 4-го сезона он участвует в «Весёлом забеге» Майкла, посвящённом бешенству, и, кажется, был вторым пересёкшим финишную черту. В начале 5-го сезона Энди Бернард плюёт на его ботинок перед взвешиванием. Во время игры в «Тайного Санту» он посещает рождественскую вечеринку в офисе, а в День святого Патрика, просит Дэррила вернуться в офис на складе. В конце 6-го сезона он разговаривает с Дэррилом в его офисе, где Дэррил говорит ему: «Послушай, меня там [на складе] больше нет, так что если парни начнут над тобой смеяться, ты должен уметь постоять за себя». В начале 8-го сезона после победы в лотерее он бросил свою работу вместе с остальной командой склада. Он также участвует в демонстрации задниц, когда сотрудники склада сходят с ума от получения новостей о выигрыше. Он вместе с Хидэ вкладывают свой выигрыш в энергетический напиток для азиатских гомосексуалистов, из-за чего в конечном итоге теряют все деньги, после чего умоляют Дэррила вернуть им работу в конце 8-го сезона. Позже он появляется в 9-м сезоне с бейджем «Гленн», а в его первых появлениях на нём было имя «Лестер», хотя в более поздних эпизодах это было изменено.

#### Джерри ДиКанио
Джерри ДиКанио (Мэтт ДеКаро) — пожилой грузчик. Во время баскетбольного матча Майкл, зная, что его команда побеждает, утверждает, что непреднамеренный удар Джерри локтем по лицу Майкла является преднамеренным фолом. Затем Майкл заявляет, что их «товарищеская» игра привела к насилию, и резко заканчивает матч, объявляя свою команду победителем. Почти десять лет спустя в начале 9-го сезона упоминается, что Джерри умер.

#### Филлип
Филлип (Филлип Пикард) — ещё один пожилой грузчик. Впервые он во время баскетбольного матча. Он присутствует, когда Майкл проводит семинар на складе для сотрудников мужского пола, а также когда там устраивают «Ночь казино». В начале 3-го сезона Майкл проводит похороны умершей птицы, а Дуайт приказывает Филлипу и Гленну убрать пепел от её кремации. Позже он появляется в удалённой сцене во время слияния филиалов Скрентона и Стэмфорда, а также присутствует на мальчишнике Боба Вэнса на складе, а также посещает вечеринку по инвентаризации. В последний раз Филлип появляется на семинарах по безопасности на складе и в офисе.

#### Майкл
Майкл (Ламонт Феррелл) — грузчик, который однажды подвёз Майкла Скотта домой, застряв на час в пробке, но на следующей неделе обнаружил, что Майкл забыл его имя.

#### Мэтт
Мэтт (Сэм Дейли) — работник склада. Предполагается, что он начал работать на складе незадолго до декабря 2009 года. Во время игры в «Тайного Санту» раскрывается, что Оскар тайно влюблён в него, и что Мэтт тоже гей. Пэм проводит всю рождественскую вечеринку, пытаясь сблизить Оскара и Мэтта. В конце 6-го сезона Оскар приглашает сотрудников склада и офиса выпить, чтобы пообщаться с Мэттом. Единственное реальное взаимодействие между ними происходит, когда Мэтт приглашает Оскара поиграть с ним в баскетбол, на что Оскар с радостью соглашается, несмотря на то, что он ужасен в баскетболе, подтверждая точное впечатление Дэррила о том, что Мэтт не имеет ничего общего с Оскаром. После этого Мэтт больше не появляется в сериале.

#### Хидэ Хасагава
Хидетоси «Хидэ» Хасагава (Хидетоси Имура) — грузчик. Впервые его можно увидеть во время баскетбольного матча. Хидэ утверждает, что когда-то был кардиохирургом в Японии, и хвастается, что он был «лучшим» благодаря своим твёрдым рукам. Он провёл операцию боссу якудза, которому нужно было новое сердце. Однако босс погиб во время операции. Хидэ сбежал от якудза, спрятавшись в рыбацкой лодке и так попал в Америку, где Дэррил нанял его. Позже Хидэ рассказывает, что намеренно убил босса якудза.
В конце 6-го сезона с помощью Дуайта он подаёт заявку на участие в программе Sabre по обучению руководителей этнических меньшинств, но уступает место Келли.
В начале 8-го сезона после победы в лотерее он бросил свою работу вместе с остальной командой склада. Он вместе с Гленном вкладывают свой выигрыш в энергетический напиток для азиатских гомосексуалистов, из-за чего в конечном итоге теряют все деньги, после чего умоляют Дэррила вернуть им работу в конце 8-го сезона. Хидэ ненадолго появляется в 9-м сезоне, нетерпеливо наблюдая и высмеивая Пэм, когда она рисует фреску на своем складе.

#### Гари Транделл
Гари Транделл — бывший работник склада, уволившийся до начала сериала. В 3-м сезоне выясняется, что он согласился переспать с Мередит в последний день работы.

#### Вэл Джонсон
Вэл Джонсон (Амина Каплан) — новый работник склада, впервые появившийся в качестве претендента в начале 8-го сезона. Гейб и Дэррил испытывают к ней влечение. Когда Гейб приглашает её на свидание, она вежливо отказывается и говорит ему, что не встречается с коллегами, из-за чего Дэррил решает оставить свои попытки и остаться с ней друзьями. Она хвалит группу Энди, Дэррила и Кевина, а позже помогает им понять, что Роберт Калифорния и его друзья вытеснили их из их первоначальной группы. Позже Дэррил приглашает её на рождественскую вечеринку в офисе. Однако она приходит официально одетой, неправильно поняв заявление Дэррила о дресс-коде. Пока она смущена, Дэррил убеждает её остаться, надев смокинг. Она связала Дэррилу шапочку в подарок на День святого Валентина. Дэррил посчитал это признаком привязанности, но позже обнаруживает, что она связала шапочки для всех работников склада. Позже Вэл лжёт Дэррилу и пытается убедить его, что её мать подарила ей букет цветов, но Дэррил ранее обнаружил, что их прислал её парень. Брэндон, парень Вэл, приходит в скрэнтонский филиал и обвиняет Дэррила в романе со своей девушкой после того, как прочитал сообщения Дэррила. После прочтения его смсок вслух все соглашаются, что они наводят на мысль о том, что Дэррил хочет быть с Вэл, но оба отмахиваются от этого как от нелепости. Однако, когда они остаются одни, Дэррил говорит Вэл, что потенциальные отношения для него не смешны, оставляя её в шоке. В финале 8-го сезона Дэррил заявляет Вэл и Брэндону, что она ему нравится. В то время как Брэндон оскорбляет Дэррила за это, Вэл выглядит впечатлённой бравадой Дэррила. Позже, когда Дэррил делает фото с дочерью Джадой, он приглашает Вэл сняться с ними. Она присоединяется к ним и нежно берёт Дэррила за руку. Их отношения продолжаются в 9-м сезоне, когда Вэл сопровождает Дэррила на свадьбу его бывшего коллеги Роя.

#### Нейт Никерсон
Нейт Н. Никерсон (Марк Прокш) — тупой, но добродушный работник склада, который раньше был разнорабочим Дуайта. Он появляется в начале 7-го сезона, когда Дуайт нанимает его из группы подёнщиков-иммигрантов без документов и заставляет его убрать осиное гнездо со стоянки Dunder Mifflin (что он пытается сделать с помощью паяльной лампы, а затем бейсбольной биты, в результате чего его сильно изжалили). Нейт отвечает Дуайту на очень ломаном испанском, когда они впервые встречаются, хотя позже он, кажется, что он стал лучше понимать язык, когда переводил для Дуайта. Позже он помогает Дуайту на фестивале соломы, а также превратить офисную туалетную бумагу из двухслойной в однослойную в целях сокращения затрат. Он делает рождественское фото сотрудников. Нейт снова появляется в 8-м сезоне, когда он подаёт заявку на работу на складе после того, как персонал склада увольняется, выиграв в лотерею. В этом эпизоде раскрывается, что «хотя технически у него нет проблем со слухом, иногда, когда звучит много звуков одновременно, он слышит их как один большой беспорядок». В начале 8-го сезона он работает на складе. Он также появляется в нескольких эпизодах 9-го сезона, в том числе в финале сериала, хотя часть его появлений в эпизоде «Рождество Дуайта» была удалена из-за блэкфейса в 2020 году.

#### Гидеон
Гидеон (Майкл-Дэниел Кэссиди) — грузчик на неполный рабочий день. Впервые он появляется в качестве претендента на должность на складе в начале 8-го сезона, на которую его в конечном итоге наняли. Как упоминалось в его дебютном эпизоде, у него есть докторская степень, и он изучает сокращающуюся рабочую силу «синих воротничков» в Северной Америке. Помимо работы на складе, он также работает учителем.

#### Брюс
Брюс (Майк Уинфилд) — очень яркий грузчик. Впервые он появляется в качестве претендента на должность на складе в начале 8-го сезона.

#### Фрэнк
Фрэнк (Брэд-Уильям Хенке) — грубый и непослушный работник склада, который портит фреску Пэм, рисуя на ней непристойные картинки. Пэм сначала пытается вести себя вежливо и обсудить это вместе с Тоби и Нелли, но Фрэнк очень неуважительно относится к ним и не извиняется за то, что он сделал, поскольку они не имеют над ним власти. Затем Пэм и Дуайт мстят, рисуя детские картинки (хотя и смываемые краской) на его любимом грузовике. Фрэнк, разгневанный расплатой, позже противостоит Пэм на стоянке, где показывает признаки того, что собирается физически напасть на неё. Однако, прежде чем у него появляется шанс, Брайан, звукооператор съёмочной группы, нарушает протокол и вмешивается, ударив Фрэнка своим микрофоном по лицу. Завязывается драка, но Фрэнка удерживают два других документалиста. В конце концов, зрители узнают, что и Фрэнк, и Брайан были уволены со своих должностей.

### Другие сотрудники

#### Луанна Келли
Луанна Келли — работала в отделе вместе с Тоби и Келли. У неё был письменный стол рядом с кухонной дверью, обращённой к столу Тоби. У неё не было реплик, и в первые три сезона её видели только мимоходом. В 1-м сезоне у неё рыжие волосы, но во 2-м она уже седая. Она не участвует ни в собраниях, ни почти ни в каких других мероприятиях. Она больше не появляется после эпизода «Возвращение из отпуска» 3-го сезона, но её стол и другие вещи, по-видимому, все ещё используются.

#### Девон Уайт
Девон Уайт (Девон Абнер) — офисный работник в отделе по работе с поставщиками. Он сидит напротив Крида (который несёт прямую ответственность за его увольнение, ради сохранения своей работы). Девон (одетый как бродяга) неохотно увольняется Майклом во время Хэллоуина и плохо переносит это, разбив тыкву о машину Майкла в отместку. В этом эпизоде происходит его единственное интервью съёмочной группе. Когда позже Майкл получает рождественский бонус в размере 3 000 долларов, потому что Dunder Mifflin сэкономил деньги за счёт сокращения штата, он подумывает позвонить Девону, чтобы поблагодарить его.
Дуайт также предупреждает Девона во время вручения премий Данди, чтобы его речь была короткой. Удалённая сцена из эпизода в 1-м сезоне показывает Девона с табличкой «Западный Нил» на лбу, когда он убегает с семинара, чтобы покурить. Вырезанная сцена из эпизода про День святого Валентина показывает Майкла, идущего по улице в Нью-Йорке, когда его узнаёт бездомный, а затем преследует его. В следующей сцене Майкл рассказывает, что это Девон преследовала его, и невежественно размышляет, что было приятно снова увидеть его и завершить всю их историю. В финале сериала выясняется, что Девон был повторно нанят Дуайтом (потому что Дуайт всегда считал его хорошим работником), по иронии судьбы, чтобы заменить Крида.

#### Кендалл
Кендалл (Джон Хартманн) — работник отдела кадров в корпорации. Он был упомянут в финале 3-го сезона во время интервью Джима Дэвидом Уоллесом, который назвал его «раздражающим парнем из отдела кадров» и сообщил Джиму, что Кендалл, вероятно, будет единственным человеком, который не понравится Джиму, отражая неприязнь Майкла к Тоби. В начале 5-го сезона, когда Холли узнаёт, что Мередит обменивает сексуальные услуги на скидки на поставки, Кендалл не только не расстраивается из-за этой новости, но и считает, что Мередит делает компании добро, и сердито говорит Холли, чтобы она просто подписала формы проверки, а если она не может этого сделать, им потребуется ещё одно обсуждение. Учитывая власть Кендалла над Холли, разумно предположить, что он является не просто представителем отдела кадров в корпоративном офисе, но и более старшим представителем отдела кадров, возможно, главой отдела.
Кендалл впервые появляется в 5-м сезоне. На пикнике компании он и Тоби рассказывают о прошлых историях отдела кадров. Поскольку он был корпоративным представителем отдела кадров, предполагается, что он потерял работу или был переведён из Нью-Йорка в новое отделение Sabre, которому требовался собственный сотрудник отдела кадров.

#### Садик
Садик (Оми Вайдя) — работник техподдержки. Впервые появляется во 2-м сезоне, руководство посылает его научить Майкла отслеживать офисную электронную почту. Садик посещает барбекю Джима (к ужасу Майкла, который не был приглашён и, похоже, до сих пор не доверяет Садику). Он сикх, но возмущается, что его классифицируют только по его религии, и говорит на собрании, что ему нравится слушать хип-хоп и Национальное общественное радио, и восстанавливает Corvette 1967 года. Когда компанию приобретает Sabre, Садик, по-видимому, теряет работу, поскольку его место занимает новый ИТ-специалист Ник. Дуайт говорит сердито Нику, что Садик им нравился по двум причинам: он держался особняком, и они боялись перечить ему, потому что думали, что он может быть террористом.

#### Ник
Ник (Нельсон Франклин) — ИТ-администратор, привлечённый корпорацией Sabre (однако Франклин уже появлялся в сериале ранее в 17-м эпизоде 4-го сезона в роли графического дизайнера). Сдержанный, но дружелюбный, Майкл считает его «ботаником», а остальные сотрудники часто плохо с ним обращались, часто забывая его имя и даже его род занятий в офисе. В конце концов, он увольняется с работы в финале 6-го сезона, чтобы присоединиться к Teach for America в Детройте, но после того, как сотрудники снова неправильно помнят, кто он такой, а Дуайт оскорбляет его, он отчитывает весь персонал за плохое обращение с ним. Он мстительно раскрывает ряд личных секретов, которые различные сотрудники офиса спрятали на своих компьютерах, и, уходя, показывает всем средний палец. Позже Ник упоминается вместе со всеми другими бывшими ИТ-администраторами на WUPHF.com, но упоминается как «Очки», показывая, что даже после его гневной тирады сотрудники филиала в Скрэнтоне всё ещё не могут вспомнить его имя.

#### Тони Гарднер
Тони Гарднер (Майк Брюнер) — болезненно тучный сотрудник в очках в стэмфордском филиале и один из шести сотрудников, которые были переведены в Скрэнтон во время слияния. Тони также имеет склонность ныть, как показано в его первом появлении во время празднования Дивали, когда его чипсы застревают в торговом автомате, и он просит Карен использовать свои «тощие маленькие ручки», чтобы помочь ему достать их. Ещё до встречи с Тони Дуайт пытается убедить Майкла уволить его в первый же день, чтобы напугать новых сотрудников. В первый день Тони с трудом выдерживает выходки Майкла, но достигает предела, когда Майкл и Дуайт пытаются поднять его на стол для демонстрации ориентации. Униженный и рассерженный, Тони уходит, признав, что он не был полностью уверен в переводе с самого начала, но в основном обвиняя стиль управления Майкла. Майкл настолько зол, что отвергает отставку Тони и официально увольняет его сам, что, в свою очередь, злит Джен, потому что увольнение означает, что Dunder Mifflin теперь должен выплатить Тони большое выходное пособие. Позже Майкл сожалеет об увольнении Тони и ненадолго думает найти его и вернуть на работу, но пересматривает своё мнение, потому что тот «слишком толстый», называя его «Пепперони Тони». У Тони есть эпизодическая роль в фильме Майкла «Уровень тревоги: Полночь» в роли пианиста. В обсуждении вопросов и ответов на Officetally.com актёр и исполнительный продюсер сериала Би-Джей Новак намекнул, что Майкл в конечном итоге извинился перед Тони, предложив ему роль в фильме.

#### Мартин Нэш
Мартин Нэш (Уэйн Уайлдерсон) — представитель по связям с поставщиками в стэмфордском филиале и один из шести сотрудников, переведённых в Скрэнтон во время слияния. Судя по вырезанной сцене, Мартину 37 лет. До работы в Dunder Mifflin он отбывал срок в тюрьме после того, как его арестовали за инсайдерскую торговлю (что, по словам Кевина, очень похоже на то, что делает он). Однако, поскольку его поместили в учреждение минимального режима, Мартин утверждает, что время в тюрьме было очень скучным. Когда он был освобождён, Джош нанял его в рамках реформированной федеральной программы трудоустройства осуждённых, которая позволяет Dunder Mifflin получать скидки. Майкл произвёл на Мартина плохое первое впечатление, когда сказал афроамериканскому сотруднику: «Я покажу вам, где работают все рабы». Он пытался подружиться со Стэнли, но потерпел неудачу. Когда в офисе раскрывается прошлое Мартина, Майкл чрезмерно подчёркивает своё доверие к нему, опасаясь, что люди сочтут его расистом. Однако, поскольку рассказы Мартина из тюрьмы в целом были положительными, все на самом деле завидуют его опыту по сравнению с их работой, что расстраивает Майкла. Мартин стал вторым сотрудником отделения в Стэмфорде, уволившимся из-за стиля управления Майкла, особенно после того, как Майкл сделал его тюремный срок центральной темой одного из своих семинаров.

#### Ханна Смотерик-Барр
Ханна Смотерик-Барр (Урсула Бартон) — бухгалтер в стэмфордском филиале и один из шести сотрудников, переведённых в Скрэнтон во время слияния. У Ханны были неприятные встречи с Райаном (который не мог сосредоточиться, пока она пользовалась молокоотсосом) и Кридом (который сфотографировал её левую грудь и сделал её обоями рабочего стола своего компьютера; Майкл сначала подумал, что это глаза кальмара, и когда он спрашивает, как Крид смог сфотографировать её грудь, он отвечает: «В нужном месте в нужное время»). Она одевает своего маленького сына в розовое, утверждая, что это его «любимый цвет», и обижается, когда кто-то считает, что ребёнок женского пола. Ханна - одна из немногих сотрудниц, пришедших на рождественскую вечеринку Анджелы. Ханна увольняется с работы, пока Майкл находится в отпуске на Ямайке, после того, как жалуется на враждебную среду и заявляет о домогательствах, что сделало её третьим сотрудником, переведённым из стэмфордского филиала, который уволился в Скрэнтоне. Персонаж очень похож на Энни из оригинальной версии «Офиса». Обе - женщины, которых в телешоу традиционно изображали симпатичными и дружелюбными (Ханна - молодая мама, Энни - беременна), но Ханна и Энни кажутся резкими и неприятными. Они также появлялись только в нескольких эпизодах сериалов.

## Кандидаты на должность регионального менеджера в Скрэнтоне
В финале 7-го сезона Джим, Тоби и Гейб проводят собеседование нескольких претендентов на должность, которую занимал Майкл Скотт (и на короткое время её занимал Деанджело Викерс). Среди заявителей были Энди, Дуайт, Келли, Дэррил, Нелли (которую не приняли на работу, но позже перевели на другую должность в Sabre), Роберт Калифорния (которому предложили эту должность, и он принял её, но сразу же ушёл, чтобы стать генеральным директором Sabre) и следующие претенденты:
- Фред Генри (Уилл Арнетт) — метеоролог и ветеран ВМС США. Во время собеседования он утверждает, что у него есть трёхэтапный план по удвоению прибыли филиала. Однако становится ясно, что он просто блефует. Позже в интервью съёмочной группе показано, что он по-прежнему уверен, что его возьмут на работу (хотя он даже не помнит названия компании, ошибочно полагая, что это Vance Refrigeration, взглянув на список арендаторов здания). Пол Либерштейн сказал, что Арнетт был бы лучшим выбором на роль, но он уже снялся в пилоте сериала, который, вероятно, будет снят NBC (этот пилотный эпизод был для сериала «Всю ночь напролёт»).
- Мерв Бронте (Рэй Романо) — грустный и несколько подавленный человек. Находясь в вестибюле, Роберт Калифорния пытается саботировать его, говоря ему, что офисные сотрудники ведут себя так, как будто они заключённые в умирающей отрасли, оставляя Мерва сомневаться в себе, хочет ли он вообще эту работу. Во время поездки в лифте он даёт интервью съёмочной группе, в котором он признаётся оператору: «Если я получу это предложение о работе, я знаю, что приму его. И если я приму его, я знаю, что никогда не уволюсь, а потом пройдёт 25 лет, и... я умру здесь». Он дискредитирует себя на собеседования, ведя себя грубо и неприятно. В замешательстве Тоби спрашивает, не сделали ли они что-то непреднамеренное, чтобы расстроить его. В другом интервью съёмочной группе после собеседования он выражает сожаление по поводу того, что поверил «тому чудаку в вестибюле», говоря, что люди в офисе - самые приятные люди, которых он когда-либо встречал. Позже он говорит, что чувствует, что дискредитировал себя, потому что думает, что боится быть счастливым, а затем рассказывает, что должен был начать другую работу в тот же день, когда он проходил собеседование.
- Парень с Пальчиковых озёр (Джим Керри) — гнусавый и несколько странный человеком, который, по словам Джима, был одним из лучших кандидатов на эту должность, наряду с Дэррилом и Энди. Его настоящее имя не называется, хотя его прозвали «Парнем с Пальчиковых озёр», потому что он неоднократно упоминал, что, если его наймут, ему нужно будет взять первые две недели отпуска, чтобы поехать на Пальчиковые озёра, потому что, как он рассказывает съёмочной группе, он улизнул от своей семьи во время отпуска на Пальчиковых озёрах, чтобы пройти собеседование на работу, и ему нужно скоро вернуться, так как его семья начнёт беспокоиться о нём, потому что «Люди исчезают на Пальчиковых озёрах».
- Дэвид Брент (Рики Джервейс) — бывший офис-менеджер Wernham Hogg Paper в английском Слау (как показано в оригинальной версии «Офиса»). Он появляется в 7-м сезоне начале эпизода «Семинар», в котором он встречает Майкла Скотта возле лифта, обменивается с ним расистскими шутками и спрашивает, есть ли какие-нибудь вакансии в Dunder Mifflin. Он подаёт заявку на должность регионального менеджера по видеоконференцсвязи из Великобритании.
- Скупой мужчина (Уоррен Баффетт) — пожилой претендент, который во время собеседования демонстрирует очень скупое отношение (которое призвано пародировать тот факт, что в жизни Баффетт является инвестором-миллиардером) и торгуется с комитетом по поиску, возместит ли компания ему расходы на бензин, если он должен будет много путешествовать по делам, затем загадочно спрашивает, отслеживает ли Dunder Mifflin междугородние телефонные звонки.

## Семьи, друзья и близкие

### Дети Пэм и Джима
- Сесилия-Мари «Cи-Cи» Халперт (Миа Каволик и близнецы Бейли и Сиенна Струлл) — дочь Пэм и Джима, названная в честь племянницы Дженны Фишер в реальной жизни. Беременность Пэм обнаруживается в финале 5-го сезона, и она рожает Си-Си в 6-м сезоне 4 марта 2010 года после 19 часов родов. Джим в шутку заявляет, что Си-Си была зачата в биотуалете на Burning Man. Си-Си появляется в нескольких эпизодах 6-го, 7-го, 8-го и 9-го сезонов.
- Филип Халперт — сын Пэм и Джима, названный в честь дедушки Пэм (к ярости Анджелы, поскольку она хотела, чтобы Пэм отказалась от имени, чтобы она могла назвать так своего сына в честь своего любимого кота). В премьере 8-го сезона Пэм находится примерно на восьмом месяце беременности, и они с Джимом сообщают съёмочной группе, что ждут мальчика. В отличие от его старшей сестры, не было эпизода, посвящённого рождению Филиппа, вместо этого об этом было объявлено в блоге[22].

### Семья и близкие Джима
- Джеральд' (Роберт Пайн) и Бетси Халперты (Перри Смит) — родители Джима. В 5-м сезоне Джим покупает их дом, где он вырос, чтобы жить в нём с Пэм. Впервые они появляются на экране в 6-м сезоне, где присутствуют на свадьбе своего сына. Во время церемонии Джеральда можно увидеть в килте.
- Томас (Блейк Роббинс) и Питер Халперты (Таг Кокер) — неприятные старшие братья Джима, которые, как и он, очень любят розыгрыши. Впервые они появляются в 5-м сезоне, где они обедают со своим братом и его невестой. Однако, без ведома Джима, Пэм встретилась с ними перед обедом, чтобы сообщить им о розыгрыше, который она собиралась провернуть с ним, но вместо этого Том и Пит решили высмеять её интерес к искусству, в отличие от идеи Пэм потерять обручальное кольцо. Во время обеда они неоднократно оскорбляют её художественную карьеру, в результате чего Джим встаёт на её защиту. После того, как спор обостряется, Том и Пит раскрывают, что это розыгрыш, и Пэм неловко подтверждает это. После этого Джим получает от них смску, приветствующую Пэм в семье, и Пэм предлагает им «разыграть» Тома по поводу того, что он лысый на День благодарения. Позже они снова появляются в 6-м сезоне, посещая свадьбу Джима и Пэм, на которой они (вместе с Майклом и Дуайтом) организуют, чтобы все танцевали вдоль прохода в стиле вирусного видео JK Wedding Entrance Dance (Свадебный выходной танец Джилл и Кевина).
- Кэти Мур (Эми Адамс) — продавщица сумок, которая заходит в офис в финале 1-го сезона. Она сразу привлекает Майкла и Дуайта, причём Майкл отмечает, что она похожа на «Пэм 6.0», а Дуайт считает её идеальной женщиной. Майкл агрессивно флиртует с ней, а Дуайт проявляет интерес к покупке сумочки. Однако она игнорирует их ухаживания и начинает встречаться с Джимом[23], их отношения продлились всего несколько месяцев. Во 2-м сезоне, после того, как Пэм и Рой решают назначить дату своей свадьбы, опустошённый Джим расстаётся с Кэти во время круизной вечеринки, когда он признаёт, что они никогда не будут так сильно любить друг друга, как Рой и Пэм. Вместе с Тоби Кэти окончила среднюю школу Bishop O'Hara High School, где была чирлидершей. Она сближается с Роем во время круиза, когда они понимают, что ходили в конкурирующие средние школы, и она болела против его футбольной команды[24]. В обсуждении вопросов и ответов на Officetally.com актёр и исполнительный продюсер сериала Би-Джей Новак сказал, что изначально написал для неё роли «шлюхи» в фильме Майкла «Уровень тревоги: Полночь», с которой персонаж Майкла, Майкл Скарн, будет заниматься неудовлетворительным сексом, и размышлять о том, как он сильно скучал по своей покойной, сексуально ненасытной жене Кэтрин Зета-Джонс Скарн. Затем Кэти появилась бы в последующем интервью съёмочной группе, где она выразила бы смущение по поводу роли, но также рассказала бы о том, как в то время она была заинтересована в продолжении актёрской карьеры. Повторному появлению персонажа помешала занятость Адамс.

### Семья и друзья Пэм
- Хелен Бисли (Шэннон Кокран во 2-м сезоне; Линда Пёрл в 6-м, 7-м и 9-м сезонах) — мать Пэм. Пэм взволнована, когда Хелен приходит навестить её на работе в начале 2-го сезона. Хелен, кажется, очень хорошо ладит с Роем, но очень хочет встретиться с Джимом после того, как Пэм рассказала ей о нём. В 5-м сезоне выясняется, что Хелен и отец Пэм, Уильям, переживают трудный период в их браке, и в конечном итоге он заканчивается разводом после того, как Джим признаётся Уильяму в своей глубокой любви к Пэм, чувство, которое Уильям никогда не испытывал к Хелен. В 6-м сезоне Хелен приходит на свадьбу и встревожена тем, что Уильям приходит с новой девушкой, которая вдвое моложе его. Хелен жалеет Майкла, когда он рассказывает о своих прошлых отношениях, и приглашает его в свой номер после свадьбы. Позже Майкл рассказывает Джиму и Пэм, что встречается с Хелен, к большому ужасу и гневу Пэм. Пэм сохраняет враждебное отношение к их отношениям, пока они не идут на обед в честь дня рождения Хелен, где она видит, что Хелен счастлива с Майклом. Однако, когда Майкл узнаёт, что Хелен исполняется 58 лет и она уже сделала много вещей, которых Майкл ещё не сделал, он расстаётся с ней на глазах у Джима и Пэм. Когда Хелен приходит навестить Пэм в больнице после родов, она переживает неловкий момент при встрече с Майклом.

В начале 7-го сезона Майкл навещает её на игровой площадке, где он пытается обсудить их прошлые отношения и посмотреть, были ли те их чувства настоящими. Она с горечью указывает на его искажённую память, на что Майкл отвечает, оскорбляя её, а затем уходит. После этого Хелен появляется ещё в трёх эпизодах сезона: во время крестин Си-Си её можно увидеть на заднем плане; в другом эпизоде она звонит Джиму, чтобы сказать ему, что она непреднамеренно заперла Си-Си в своей машине с ключами внутри; также она ненадолго появляется в фильме Майкла «Уровень тревоги: Полночь» в роли распутной медсестры (к явному дискомфорту Пэм). Теперь Хелен проводит дни, наблюдая за детьми Джима и Пэм, пока они на работе. В 9-м сезоне она непреднамеренно рассказала, что Пэм, а не Мередит (как все предполагали), была ответственна за распространение вшей в офисе после того, как позвонила Пэм на работу, чтобы сообщить ей, что школа Си-Си обнаружила, что у неё вши.
Шэннон Кокран сыграла Хелен во 2-м эпизоде 2-го сезона, но она не смогла вернуться в 6-м сезоне, потому что была занята в 12-месячном туре со спектаклем «Август: Графство Осейдж», поэтому её заменила Линда Пёрл.
- Уильям Бисли (Рик Овертон) — отец Пэм. Впервые он появляется в 5-м сезоне, где остаётся в доме Пэм и Джима после ссоры с Хелен. После разговора с Джимом Уильям решает расстаться с женой. Позже он рассказывает, что был мотивирован осознанием того, что никогда не любил её так сильно, как Джим любит Пэм[25]. Он снова появляется в 6-м сезоне, посещая свадьбу Джима и Пэм, где его сопровождает его значительно более молодая новая девушка, которую Джим принимает за свою племянницу.
- Пенни Бизли (Анна Кэмп) — сестра Пэм. Она появляется в 6-м сезоне, где она подружка невесты на свадьбе Пэм и Джима. Когда Пэм знакомит её с Оскаром и Кевином, ей удается непреднамеренно оскорбить первого, когда она принимает последнего за его бывшего, Гила. Когда церемония прерывается танцевальным представлением JK Wedding Entrance Dance, она извиняется перед Пэм за то, что позволила этому случиться, но Пэм просит её просто танцевать со всеми остальными вдоль прохода.

Позже Кэмп сыграет вместе с Минди Калинг в её шоу «Проект Минди».
- Сильвия (Пегги Стюарт) — известная в своей семье как «Мимау», консервативная бабушка Пэм, которую она описывает как единственная пожилая женщина на её свадьбе, «без морщин от улыбки». Впервые она появляется в 6-м сезоне, где едет на Ниагарский водопад на свадьбу Джима и Пэм. Но после того, как Джим непреднамеренно сообщает, что Пэм беременна, она отказывается присутствовать на свадьбе, пока Майкл не убеждает её вернуться, обманув её тем, что Джим и Пэм назовут своего ребёнка в её честь Сильвия или Сильвио, если будет мальчик. Позже она снова появляется на крестинах Си-Си в 7-м сезоне.
- Алекс (Рич Соммер) — студент института Пратта в Нью-Йорке, который быстро подружился с Пэм во время её летней стажировки в 5-м сезоне. Он пытается убедить Пэм не возвращаться в Скрэнтон, а вместо этого остаться в Нью-Йорке, чтобы продолжить свою карьеру в искусстве. Показано, что его привлекает Пэм и что он смотрит на Джима так же, как Джим смотрел на Роя. В интервью USA Today Соммер рассказал, что его персонаж изначально задумывался как потенциальное препятствие для отношений Джима и Пэм, но реакция фанатов на эту сюжетную линию была настолько негативной, что сценаристы отказались от этой идеи.
- Изабель Пореба (Келен Коулман) — стоматолог-гигиенист, которая присутствует на свадьбе Джима и Пэм в качестве подружки невесты в 6-м сезоне. В ночь перед свадьбой ей начинает нравиться Дуайт, когда он рассказывает о своей ферме, и в итоге они занимаются сексом. Она влюбляется в Дуайта, что шокирует Пэм. Однако Дуайт отшивает её в день свадьбы, когда она пытается с ним поговорить. Позже Изабель навещает Пэм и Джима в больнице после родов, где они обнаруживают, что Пэм кормила грудью не того ребёнка. Изабель уходит, чтобы принести еды в дом Джима и Пэм, где Дуайт ремонтирует их кухню. Они начинают лучше узнавать друг друга, поскольку у них схожие интересы (старшие братья Изабель - полицейские или служат в морской пехоте). Дуайт решает, что Изабель больше подходит для рождения его детей, чем Анджела, с которой он заключил контракт о рождении ребёнка. Когда Дуайт расторгает контракт, Анджела противостоит Дуайту и Изабель на парковке. Изабель бьёт Анджелу по голове и отпугивает её. Дуайт называет её «впечатляющим экземпляром» и страстно целует. Предполагается, что их отношения длились недолго, поскольку с тех пор она больше не появлялась и не упоминалась.

### Близкие и семья Майкла
- Кэрол Стиллс (Нэнси Карелл — жена Стива Карелла в реальной жизни) — агент по недвижимости Майкла. У неё двое детей. Майкл развлекал её детей на катке, и она была с Майклом на вечеринке в казино на складе в финале 2-го сезона. В удалённой сцене выясняется, что после «Ночи казино» Майкл продолжал встречаться с ней в течение трёх месяцев между 2-м и 3-м сезонами[26]. Кэрол отклонила предложение руки и сердца Майкла после того, как они были на девяти свиданиях. В 3-м сезоне после того, как Майкл подарил ей неподходящую рождественскую открытку с ними (на самом деле это была семейная фотография с лицом Майкла, наложенным на бывшего мужа Кэрол), она отвергает его рождественский подарок в виде двух билетов на Ямайку и расстаётся с ним. В удалённой сцене из этого эпизода Кэрол отвечает на вопрос Майкла по телефону о том, что он сделал не так, очень длинным списком жалоб, и когда Майкл спрашивает, что он сделал правильно, она вешает трубку. В начале 7-го сезона Майкл говорит Кэрол, что у него герпес, чему она не верит. В финале сериала выясняется, что она показывала дом Джима и Пэм в течение последних двух месяцев, Пэм выставила дом на продажу, чтобы они с Джимом могли переехать в Остин (Техас), чтобы продолжить новую карьеру Джима в качестве предпринимателя.
- Донна Ньютон (Эми Пьетц) — менеджер бара Sid & Dexter. Впервые она появляется в конце 6-го сезона, где делает выговор Майклу за его разрушительное поведение в её заведении. Она просит его уйти, но он отказывается, и в конце концов она успокаивается. Майкл подходит к ней, чтобы поговорить, и они сначала спорят, но затем начинают флиртовать друг с другом. Позже она посещает офис, чтобы купить оргтехнику. Джим и Пэм объединяются в качестве её торговых представителей, но их презентация подрывается кокетливым вмешательством Майкла. Вскоре Майкл берёт на себя презентацию продаж, но начинает сомневаться в искренний ли её интерес к нему или это просто уловка, чтобы получить более низкую цену. После того, как Донна уходит из офиса, она оставляет заколку, которую Майкл возвращает ей на парковке. Майкл извиняется за своё поведение и обнаруживает, что Донна действительно заинтересована в нём, и они целуются. Однако уже в следующем эпизоде их отношения начинают ослабевать после того, как Майкл подозревает, что она ему изменяет. Позже Пэм подтверждает это, показывая ему фотографии, которые она распечатала со страницы Донны на Facebook, на которых она и другой мужчина целуются. Когда Майкл высказывает недовольство Донне по этому поводу, она рассказывает, что мужчина на фото на самом деле её муж и она изменяет ему с Майклом. В следующем эпизоде, узнав о ситуации Майкла, сотрудники офиса говорят ему, что он должен расстаться с ней, но Майкл отвергает их просьбы. Сотрудники в ответ демонстрируют чувство отвращения к нему за его действия, что заставляет его осознать ошибочность своего пути, и он официально прекращает их отношения с помощью смс. В начале 7-го сезона после того, как Майкл обнаруживает, что у него может быть герпес (но это просто вросший волос, а не генитальный герпес), он связывается со всеми своими бывшими любовницами, начиная с Донны. Он звонит ей, и хотя она сначала рада слышать его, она огорчена, когда он раскрывает ей о своём ЗППП, поскольку она опасается, что он мог передать его ей.
- Лукас «Люк» Купер (Эван Питерс) — сын сводной сестры Майкла, с которым он не виделся с 1995 по 2010 год, потому что потерял Люка в лесу в детстве и его сестра запретила им встречаться. Чтобы исправить инцидент, Майкл нанял его в качестве нового офисного помощника где-то между финалом 6-го и началом 7-го сезонов, хотя он быстро показал себя некомпетентным на своей новой должности. Люк ведёт себя особенно неуважительно во время собрания персонала, поэтому Майкл вышел из себя и отшлёпал его, что унизило Люка и он со слезами на глазах покинул офис.

### Семья, друзья и близкие Дуайта
- Моуз Шрут (сыграл сценарист сериала Майкл Шур) — двоюродный брат Дуайта, который живёт с ним на семейной свекольной ферме Шрутов. Во 2-м сезоне Майкл называет Моуза «чудаковатым двоюродным братом Дуайта», которому «27 лет и он никогда не покидал свекольной фермы». Моуз носит бороду и одежду в стиле амишей, говорит и ведёт себя очень наивно и по-детски, временами даже кажется психически неуравновешенным и очень неуклюжим в социальном плане. Источник его умственной неуравновешенности был несколько объяснён в 6-м сезоне, когда Дуайт объясняет съёмочной группе: «Я не видел своего отца первые два года своей жизни. Я думал, что моя мать была моим отцом, а моя кормилица - моей матерью... Что в итоге хорошо повлияло на меня. Но для Моуза та же история имела другой конец». В начале 4-го сезона Дуайт сообщает Джиму, что Моузу снятся кошмары после «шторма». В том же эпизоде на заднем плане также показан Моуз, бросающий навоз в Дуайта на свекольных полях. Как и Дуайт, Моуз - опытный игрок в настольный теннис. Позже Организационная структура Дуайта показывает, что Моуз (который даже не работает в офисе) отвечает за Хайндла, Ширли, Фатера и Муттер. «Фатер» и «Муттер» по-немецки означают «отец» и «мать», а Хайндл и Ширли — дядя и тётя Дуайта. В 8-м сезоне Дуайт говорит, что Моуза никогда не учили, что такое секс. Позже Дуайт записывает сообщение для своего предполагаемого сына, Филлипа Липтона, и заявляет, что в случае его смерти Филлип является законным наследником фермы Шрутов, но предупреждает его убить Моуза, прежде чем Моуз сможет убить его.

Моуз впервые появляется в начале 3-го сезона, в котором он принимает участие в провалившихся попытках Дуайта запугать Райана на ферме Шрутов. После того, как Райан убегает от туда, Дуайт пытается подарить ему выстроганную Моузом Венеру Виллендорфскую. Позже он появляется в начале и в финале 4-го сезона, в котором он помогает Дуайту подложить енота в машину Холли. Он также появляется в одном эпизоде в 5-м и 6-м сезонах. В начале 7-го сезона он рисует детский сад, который Дуайт планирует открыть в здании, где находится Dunder Mifflin. Он также появляется в начале 8-го сезона, где в роли камердинера он силой забирает ключи Тоби и паркует его машину в поле. Позже показано, как он пытается перепрыгнуть через ряд машин на мотоцикле в стиле Ивела Книвела. В финале 8-го сезона он используется, чтобы скинуть Анджелу с хвоста Дуайта по пути в больницу, чтобы сделать анализ ДНК фекалий её сына, в попытке доказать, что Дуайт его отец. В 9-м сезоне Моуз является кандидатом на должность младшего продавца, но убегает из здания во время собеседования, когда Дуайт указывает на ложь в его резюме, что он работал в Dow Chemical. Перед этим в интервью Дуайт говорил о том, что, по его мнению, Моуз подойдёт для этой работы, поскольку у него папирофобия (боязнь бумаги), что побуждает его продавать как можно больше бумаги, чтобы быстрее избавься от неё. Комментарий тёти Дуайта, Ширли, подразумевает, что в какой-то момент у Моуза были сексуальные отношения с «женщиной-пугалом».
- Фанни Шрут (Махандра Дельфино) — младшая сестра Дуайта, появившаяся в 9-м сезоне. Описана как привлекательная и городская, хотя и несколько псевдоинтеллектуальная, либеральная женщина с ироничным чувством юмора, но большим сердцем[27], Фанни покинула ферму Шрутов в пользу городской жизни в Бостоне (Массачусетс). Сейчас она разведена и, похоже, полностью опекает своего маленького сына Кэмерона, поскольку он заявил Дуайту, что никогда не встречал своего отца. Хотя она единственная из своих братьев и сестёр, кто категорически против управления поместьем своей тёти Ширли, после того, как она видит, что Дуайт и Кэмерон сблизились, она соглашается вернуться домой, чтобы управлять имуществом со своими братьями и сёстрами, хотя и она, и Джеб позволили Дуайту взять бразды правления.
- Джеб Шрут (Томас Миддлдитч) — младший брат Дуайта, бездельник. Покинув армию, он отправился в Северную Калифорнию, где купил ферму по выращиванию марихуаны (хотя и не подозревая об этом) площадью 9 акров (36 422 кв.м). После смерти своей тёти Ширли он возвращается домой в Пенсильванию со своими братьями и сёстрами, чтобы заботиться о её поместье.

Джеб впервые упоминается его Дуайтом в 9-м сезоне и появляется рядом с ним на семейной фотографии 1982 года. Вживую он впервые появился в чуть позже в том же сезоне.
- Кэмерон Уитмен (Блейк-Гарретт Розенталь) — сын Фанни, племянник Дуайта, занудный и немного странный 9-летний мальчик. Он появился в 9-м сезоне. Хотя поначалу Дуайт испытывает небольшое отвращение к нему и его городским повадкам, позже они сближаются, когда он учит его, как доить козу.
- Зик Шрут (Мэтт Джонс) — кузен Дуайта и брат Моуза, а также самопровозглашённый комик в семье (поскольку Дуайт рос «крутым парнем», а Моуз был «мечтателем»). Впервые он появляется в 9-м сезоне, где  является кандидатом на должность младшего продавца, чтобы заменить Джима на полставки.
- Ширли (Мэри Гиллис) — мать Моуза и Зика, и тётя Дуайта, которую он считает самой близкой (поскольку его мать очень холодна и далека от него, и, по иронии судьбы, он считает мать самой близкой вещью, связывающей его и тётю). Она впервые появляется в 9-м сезоне, когда Дуайт обращается за помощью к Анджеле, чтобы помыть Ширли. Сначала он хочет просто вывести свою тётю на улицу и помыть её из шланга, но Анджела уговаривает его позволить ей сделать это более достойно, и в процессе они начинают вспоминать свои чувства друг к другу, но не осознают, что скучают по друг другу, пока Ширли игриво не комментирует химию между ними. В следующем эпизоде Дуайт объявляет, что она умерла, а позже, на похоронах, Дуайт, его братья и сёстры удивляются, узнав, что она завещала им своё имущество. Их наследство должно было послужить катализатором для того, чтобы Дуайт покинул Dunder Mifflin, так как планировалось снять спин-офф о его персонаже, управляющем фермой. Однако после просмотра эпизода NBC решила не начинать съёмки этого проекта.
- Хайнрих Манхайм (Том Бауэр) — манипулятивный, жадный, злобный, сумасшедший и, весьма вероятно, нацистский военный преступник, двоюродный дедушка братьев Шрут, который должен был стать главным персонажем спин-оффа о Дуайте[28]. Его роль была вырезана, в удалённой сцене он угрожает убить Дуайта, если он не передаст ему своё наследство, что Дуайт не воспринимает всерьёз[29].
- Генри Брюггер (Аллан Хави) — сосед-фермер, занимающийся выращиванием брюссельской капусты, который появляется в 9-м сезоне, ненадолго подъезжая на своём грузовике, чтобы засвидетельствовать своё почтение на похоронах Ширли. Он снова появляется в следующем эпизоде, в котором он пытается уговорить Дуайта взять в совместную аренду трактор.
- Эстер Брюггер (Нора Киркпатрик) — одна из пяти дочерей Генри, которая появляется в 9-м сезоне. Она и Дуайт флиртуют на похоронах Ширли, а позже, когда все выходят на крыльцо и поют песню «Sons & Daughters» группы «The Decemberists», Дуайт роняет пару вороньих клювов к ногам Эстер, сигнализируя о своём желании ухаживать за ней. Следуя традиции, Эстер отвечает взаимностью, раздавливая клювы сапогом. Она появляется снова, навещая Дуайта в офисе со своими сёстрами и отцом, который пытается уговорить Дуайта совместно арендовать трактор. Однако позже она объясняет Дуайту, что её отец пытается воспользоваться им, и предлагает лучшую сделку, которую он должен заключить, подтверждая, что её чувства к нему искренни и что она не использует его, как считал и предупреждал Дуайта его сослуживец Кларк.
- Рольф Аль (Джеймс Урбаниак) — появляется в финале 5-го сезона на пикнике компании как новый лучший друг Дуайта. Дуайт утверждает, что встретил его в обувном магазине после того, как услышал, как он «просит обувь, которая могла бы увеличить его скорость и не оставлять следов». У Рольфа и Дуайта очень похожие личности и интересы. Тем не менее, Рольф гораздо более откровенен, чем Дуайт, и в какой-то момент во время волейбольного матча Дуайт вынужден успокоить его после того, как тот грубит Дэвиду Уоллесу и Чарльзу Майнеру. Дуайт также недоволен, когда Рольф оскорбляет Анджелу во время всё того же матча, называя её шлюхой, и Дуайт говорит ему «прекрати», на что он (неохотно) соглашается. Рольф снова появляется в 6-м сезоне, где он помогает Дуайту переделать кухню Джима и Пэм. Следующий раз мы видим Рольфа в 9-м сезоне, когда он проходит собеседование на должность младшего продавца. Сначала Дуайт считает, что он идеально подходит для этой работы, однако вскоре ему становится очевидным, что он не создан для бумажного бизнеса. После того, как все кандидаты Дуайта покидают офис, рассерженный тем, что ни один из них не был выбран, Рольф предупреждает Дуайта, чтобы он не открывал какие-либо подозрительные посылки, которые он будет получать. Позже Рольф появляется в конце мальчишника Дуайта вместе с Моузом и Габором, что показывает, что его вражда с Дуайтом была недолгой.
- Тревор Бортмен (Крис Гетард) — друг Дуайта. Он работает частным детективом и, как и Дуайт, является бывшим волонтёром шерифа, уволенным из полиции по неизвестным причинам. Он впервые появляется в 9-м сезоне, в котором Анджела нанимает его, чтобы убить Оскара после того, как узнаёт о его романе со своим мужем. Хотя Тревор признаёт, что её просьба «немного безумна», он соглашается на эту работу. Однако после того, как Дуайт возражает против убийства, он убеждает Анджелу вместо этого сломать ему колени. Позже Тревор приходит в офис, изображая из себя доставщика сэндвичей (при этом хорошо видна свинцовая труба, которую он вложил в сэндвич), и преследует Дуайта и Оскара после того, как первый выгоняет последнего из здания. Ему удается устроить засаду Оскара снаружи офиса, но он колеблется, когда приходит время на самом деле атаковать Оскара, давая бухгалтеру возможность забрать его оружие, заставляя Тревора убежать. Позже он снова появляется в офисе как один из претендентов Дуайта на должность замены Джима на полставки, однако во время своего собеседования он сразу же стирает всякую уверенность Дуайта в том, что он подойдёт для этой работы.
- Мелвина Уитакер[30] (Бет Грант) — бывшая няня Дуайта. Она впервые появляется в 4-м сезоне, когда она изображает его пару, чтобы он смог посетить ужин только для пар, устроенный Майклом и Джен (хотя он утверждает, что их отношения чисто плотские). После того, как вспыхивает конфликт, она решает, что хочет уйти, но Дуайт отказывается подвезти её домой. Позже он проезжает мимо неё сидящей на автобусной остановке в плохом районе, когда везёт Майкла на свою ферму. Она снова появляется спустя годы в 9-м сезоне, подавая заявку на должность младшего продавца, но в конечном итоге её не выбирают.
- Айра Гликсберг (Лэнс Кралл) — сэнсэй Дуайта по карате, который судит спарринг между Дуайтом и Майклом во 2-м сезоне. Он снова появляется в 9-м сезоне, проходя собеседование на должность младшего продавца. Согласно его резюме, опубликованному [nbc.com], в какой-то момент своей жизни он был настолько тучным, что выступал как борец сумо[19].
- Габор Чупчик (Эрик Уэрхайм) — старый друг Дуайта, который был его одноклассником в школе для одарённой молодёжи Chuck Xavier's School. По словам Дуайта, вся программа на самом деле была аферой, заставляющей шанхайских студентов выполнять чёрную работу. Габор считает свои обычные способности сверхспособностями (например, способность слышать ночью и заставлять собак понимать, куда он указывает). В его резюме упоминается, что он учился в общественном колледже Скрэнтона, пока его не исключили из-за обвинения в том, что он использовал свои «экстрасенсорные способности» для мошенничества, и что он является основателем (а также единственным членом) Братства мутантов на благо всего человечества[31].
- Вольф фон Вейлер (Уилл МакКормак) — психически неуравновешенный друг Дуайта, который появляется в 9-м сезоне как один из его кандидатов на должность младшего продавца. У него есть склонность к убийству. Дуайт упомянул, что Вольф несколько раз расстреливал его в упор во время их игр в пейнтбол, даже когда они были в одной команде.

### Семья Анджелы
- Роберт Липтон (Джек Коулман) — сенатор штат Пенсильвания от Республиканской партии, проживающий в Скрэнтоне. Анджела часто называет его «сенатором». Впервые он появляется в 7-м сезоне, когда встречает Анджелу на фестивале сена Дуайта. Вскоре после этого они начинают встречаться, и Роберт в конце концов делает ей предложение в финале 7-го сезона. В начале 8-го сезона выясняется, что они женаты, а Анджела беременна его ребёнком, которого рожает позже в этом же сезоне.

Липтон — вдовец, его жена умерла несколько лет назад, о чём он упоминает при своём первом появления в сериале. Также у него есть маленький сын. Однако, несмотря на его предыдущий брак, в различных эпизодах явно подразумевалось, что Липтон на самом деле был скрытым гомосексуалистом, и Оскар несколько раз указывал на это съёмочной группе. В конце 8-го сезона намекается, что его привлекает Оскар, что позже подтверждается, когда он спрашивает его, почему он не перезвонил ему после мероприятия семейной фотографии. В 9-м сезоне у них завязывается роман, о котором в итоге узнаёт Анджела, что ненадолго вызывает раскол между Анджелой и Оскаром. Позже показывается, что она осталась с Робертом, хотя и только как прикрытие его гомосексуальности.
Когда публикуется документальный сериал о филиале в Скрэнтоне, Анджела и Оскар понимают, что сенатор будет разоблачён, поскольку его роман с Оскаром также был задокументирован. Позже Анджела разговаривает с Робертом, который соглашается провести пресс-конференцию, и у неё создаётся впечатление, что они будут скрывать его роман с Оскаром. Однако сенатор делает каминг-аут в прямом эфире на пресс-конференции, к удивлению Анджелы. Роберт публично благодарит Оскара за то, что он помог ему смириться со своей гомосексуальностью, но шокирует Оскара, когда заявляет, что влюблён в начальника своего штаба. В результате Анджела разводится с сенатором и после этого оказывается в плохой жизненной ситуации.
- Филлип Халстед-Шрут — сын Анджелы, которого она назвала в честь своего любимого кота. Она рожает его в 8-м сезоне. Однако, несмотря на заявление Анджелы о том, что он родился преждевременно, Филлип весит 9 фунтов 7 унций (4,3 кг). В конце концов Анджела признаётся Оскару, что лжёт о дате зачатия, поскольку Филипп был зачат вне брака. После того, как Дуайту сообщили об этой информации, он говорит Анджеле, что весьма вероятно, что он биологический отец Филлипа, поскольку они занимались сексом примерно в то время, когда был зачат Филлип. Дуайт заявляет, что после его смерти Филлип унаследует ферму Шрутов. В финале 8-го сезона Дуайт крадёт один из использованных подгузников Филлипа и отвозит его в больницу, чтобы провести тест ДНК, чтобы выяснить, является ли он отцом ребёнка. В премьере 9-го сезона выясняется, что это не так (факт, который смутил фанатов из-за того, что NBC удалил сцену, где Дуайт размышляет, не украл ли он случайно подгузник Филлипа Халперта вместо Филлипа Халстеда). Когда сенатор делает каминг-аут, они с Анджелой разводятся, что побуждает Анджелу и Филлипа переехать в квартиру-студию. В конце сериала, когда Дуайт нянчится с Филлипом, у него снова начинают возникать подозрения, что это его сын, однако Анджела это отрицает, но, когда он делает ей предложение, выясняется, что Дуайт на самом деле является отцом Филиппа, что подтверждает Анджела.
- Бандит — один из котов Анджелы, которого Моуз прозвал «Мусором» (из-за привычки кота есть мусор). Впервые он появляется в начале 4-го сезона, когда Дуайт ловит бездомного кота у себя в сарае и дарит его Анджеле, пытаясь компенсировать убийство из милосердия её кота Спринклса. Однако Анджела отказывается от подарка, и Дуайт избавляется от Бандита, выпуская его в офис Боба Вэнса. Позже Энди ловит кота на складе и отдаёт его Анджеле, которая на этот раз принимает его. Позже Бандит снова появляется в 5-м сезоне, когда Дуайт поджигает офис, а Анджела хватает кота (который спал в ящике стола) и кричит Оскару, который пытается сбежать через потолок, чтобы он спас её питомца. Когда она передаёт его Оскару, ему не удаётся его удержать, и Бандит падает с потолка. Хотя не объясняется, выжил ли кот при падении, позже подтверждается, что он жив, когда он коротко появляется, жуя шнур копировального аппарата. Он снова появляется в 6-м сезоне, когда Джим, доказывая съёмочной группе, что он может надеть подгузник на что угодно, надевает его на Бандита, зля Анджелу. В конце 9-го сезона подразумевается, что Бандит умер, так как у неё есть кошка по имени Бандит 2.
- Сестра Анджелы, Рэйчел, также появляется в финале девичника Анджелы.

### Семья, близкие и друзья Энди
- Уолтер-старший (Стивен Коллинз) и Эллен Бернарды (Ди Уоллес) — богатые, изысканные, привередливые родители Энди, которые считают его разочарованием и поэтому относятся к нему с пренебрежением. Они впервые появляются в финале 4-го сезона, где они присутствуют на прощальной вечеринке Тоби, а также становятся свидетелями предложения Энди Анджеле (в этом эпизоде их играют другие актёры, не указанные в титрах, а Уолтера зовут «Эндрю», как и его старшего сына). Несколько лет спустя они снова появляются в начале 8-го сезона, где они вместе с Уолтером-младшим посещают садовую вечеринку Энди на ферме Шрутов. После того, как Энди разочаровался в своих отце и брате, Уолтер-старший говорит Энди о его «отвратительном отношении» и просит перестать искать его одобрения, потому что его не впечатляет то, что он «менеджер какой-то допотопной компании». В конце этого сезона Энди звонит отцу и сообщает ему, что Нелли Бертрам украла его работу. Подразумевается, что Уолтер-старший относится к этому как к понижению в должности по отношению к Энди, который явно занимает оборонительную позицию. Однако вскоре после этого у Энди случается вспышка гнева, он звонит отцу и, наконец, противостоит ему, крича: «Папа, иди к чёрту, я моя должность выше твоей!», и вешает трубку. В 9-м сезоне Уолтер-старший разоряет свою семью, когда забирает все их деньги и сбегает в Аргентину со своей любовницей. Энди, пытаясь помочь матери, продаёт все оставшиеся активы отца, чтобы у неё были деньги на жизнь, и делает это с такой эффективностью, что и Пэм, и Дэрил выражают удивление по поводу того, насколько компетентно он справился с этим кризисом (хотя он долгое время возражает против продажи самого прибыльного оставшегося актива семьи - яхты, по личным причинам, прежде чем соглашается, что продажа должна произойти).
- Уолтер Бернард-младший (Джош Гробан) — успешный, талантливый младший брат Энди, любимый ребёнок Уолтера-старшего и Эллен. Впервые он упоминается в 6-м сезоне, а позже появляется в начале 8-го сезона, где он посещает садовую вечеринку Энди на ферме Шрутов, его присутствие быстро заставляет Энди чувствовать себя неуверенно и отодвигаться на второй план. Однако он, кажется, относится к Энди с большим уважением, чем их родители. Позже Энди упоминает, что его брат получил яхту в наследство. Он снова появляется в начале 9-го сезона, где выясняется, что он стал алкоголиком после того, как его отец забрал все деньги семьи и оставил их в бедноте. Энди обнаруживает его потерявшего сознание в винном погребе на семейной яхте, а затем приглашает его в путешествие на Карибы, чтобы протрезветь и провести некоторое время с ним.
- Джессика (Элеонор Сиглер) — помощник тренера по кроссу в колледже Брин-Мар и бывшая девушка Энди. Впервые она упоминается в начале 8-го сезона, когда Энди признаётся Эрин, что, хотя она никогда не приходила в офис, по его просьбе, поскольку он считает, что Эрин будет неудобно, теперь он беспокоится, что она не звонит ему. Энди признаёт, что между ними всё «серьёзно», поскольку у них было 31 свидание[32]. Позже Энди приглашает её на рождественскую вечеринку в офисе. Эмоционально сбитая с толку Эрин пытается быть милой с Джессикой, но в итоге слишком много пьёти в пьяном угаре говорит Энди, что её рождественское желание - чтобы Джессика умерла. Обиженный, он говорит ей пережить их разрыв, прежде чем уйти[33]. Во время вечеринки у бассейна в особняке Роберта Калифорния Энди заявляет в интервью съёмочной группе, что его родители познакомились с Джессикой и были очень впечатлены ею, настолько, что они дали Энди фамильное кольцо Бернардов, чтобы он сделал ей предложение (хотя Эллен вытащила из кольца бриллиант, так как считает, что он лучше подойдёт Уолтеру-младшему)[34]. В удалённой сцене из этого эпизода она рассказывает съёмочной группе, что она и её брат были «чемпионами петушиных боёв» в их плавательном клубе, и рассказывает, что выросла в Уэст-Хартфорде (Коннектикут)[35]. Узнав, что Эрин не вернётся в Скрэнтон, Энди понимает, что он действительно всё ещё любит её, а не Джессику. Энди едет во Флориду, чтобы вернуть Эрин, и они возрождают свои отношения. Они отправляются в домик семьи Джессики, чтобы он расстался с ней, но они попадают на девичник Джессики. Чтобы сделать разрыв менее неловким, Энди сначала говорит Джессике, что он гей и уезжает, но позже возвращается и рассказывает правду[36].
- Here Comes Treble — акапелльная группа из Корнеллского университета, членом которой был Энди, и которая часто упоминается в сериале. Участниками группы, помимо Энди (которого прозвали «Чемпион Бонер»), были «Карл 1» и «Карл 2» (которые не разговаривали друг с другом с тех пор, как их гражданский союз распался), «Джингл Дженгл», «Сэндвич», «Дуби» (который сейчас работает водителем автобуса), «Пьюби Льюис & The News», «Спарериб», «Хопскотч», «Ланчбокс» и «Брокколи Роб» Блатт. В начале 9-го сезона во время Хэллоуина Энди злится на Роба (которого играет Стивен Колберт) по скайпу, когда он узнаёт, что он сказал новому составу группы, что его прозвище было «Чемпион Бонер», а его фирменной песней была «Faith» Джорджа Майкла, что на самом деле относилось к Энди.

### Семья и друзья Эрин
- Рид (Шон Дэвис) — сводный брат Эрин. Они вместе жили в приюте в возрасте 10–12 и 15–18 лет, а теперь живут в одном доме. Он появляется в 6-м сезоне во время празднования Дня Святого Патрика, когда он прерывает свидание Эрин и Энди, и его поведение со своей сводной сестрой заставляет Энди чувствовать себя не комфортно[37].
- Айрин (Джорджия Энджел) — добрая пожилая женщина, проживающая в Таллахасси (Флорида). Впервые она появляется в 8-м сезоне, когда она подружилась с Эрин, после того как той было приказано выгнать группу пожилых людей из магазина Sabre[38], а позже выясняется, что Айрин наняла её в качестве горничной, хотя Эрин быстро доказывает, что она довольно некомпетентна в этом занятии, факт, о который Айрин вскоре с грустью осознаёт[7]. Последний раз, когда она появляется в сериале, Энди едет из Скрэнтона к ней домой, пытаясь вернуть Эрин, и остаётся на некоторое время. В то время как Айрин изначально относится к Энди с пренебрежением, после того, как Эрин сообщает ему, что не любит его и не поедет с ним, Айрин говорит ей, что она совершает ошибку и что она должна вернуться к нему. Эрин удивлена этим, так как Айрин вела себя с ним холодно, но она говорит Эрин, что просто пыталась защитить её, и что теперь она понимает, что Энди - порядочный парень[8].

Тонкая повторяющаяся шутка заключается в том, что, несмотря на свой возраст, Айрин показывает себя довольно умной, когда дело доходит до электроники, черта, которой, похоже, обладает и её внук Гленн.
- Гленн (Брэд Моррис) — вялый, немолодой, неопрятный и постоянно жалующийся внук Айрин, который живёт с ней, потому что у него закончились деньги. Гленн впервые появляется в удалённой сцене в 8-м сезоне (в которой он значительно более вежлив и безупречен), когда Айрин представляет ему Эрин, и он приглашает её на свидание, и она соглашается[39]. Однако это не переросло в отношения, хотя они, кажется, хорошо общаются. Когда Эрин решает вернуться в Скрэнтон, она беспокоится о благополучии Айрин и Гленна, но Айрин уверяет её, что с ними всё будет в порядке, и сообщает Эрин, что Гленн собирается подать в суд на The Home Depot, потому что ему каким-то образом удалось зацепиться крайней плотью за какую-то из их садовой мебели[8].

### Семья Дэррила
- Джада Филбин (Тайлар Холломон) — дочь Дэррила, он называет её самым важным человеком в своей жизни. Джада впервые появляется в 7-м сезоне, когда Дэррил пытается сделать рождественскую вечеринку в офисе для неё более весёлой, что сначала не получается. Джада хочет встретиться с Санта-Клаусом, чтобы сказать ему, что она хочет на Рождество. С помощью Дэррила они скупают все пакеты с чипсами в торговом автомате и раздают их в качестве подарков остальному персоналу. Хотя Майкл случайно рассекретил Санта-Клауса, позже он загладил свою вину и переоделся в Санту сам, а Джада рассказала ему свой список желаемых подарков. Она снова появляется в финале сезона, когда Дэррил пытается произвести впечатление на Джима, заставляя Джаду обнять его перед персоналом, чтобы его наняли в качестве менеджера регионального отделения.
- Джастин (Эрика Виттина-Филлипс) — бывшая жена Дэррила, мать Джады. Их отношения изначально кажутся ужасными: они ссорятся в 7-м сезоне, когда Дэррил обвиняет её в том, что она не позволила их дочери провести с ним время на Рождество. Однако в начале 8-го сезона, кажется, что они воссоединяются и начинают встречаться, что радует Дэррила. Но отношения рвутся уже в следующем эпизоде, когда Джастин звонит Дэррилу, чтобы лично поздравить бывшего сотрудника склада, работавшего под его началом. Раскрывается, что Джастин встречалась с ним раньше и просит у Дэррила его номер, так как он был в её старом мобильном. Обиженный Дэррил вешает трубку. Позже подтверждается, что они снова расстались.
- Гвинет Филбин (Джамилла Джексон) — младшая сестра Дэррила, очень похожая на него. Она появляется в начале 6-го сезона, когда Дуайт и Тоби, которые наблюдают за домом Дэррила, чтобы выяснить, действительно ли «он» получил травму, из-за чего ходит на костылях и не может работать. Видя, как он ходит, они предполагают, что это Дэррил. Тоби называет «его» мудаком, из-за чего Гвинет оборачивается, и они понимают, что это не Дэррил. Позже она и её брат приходят в офис и Дэррил говорит, что подаёт на них жалобу. Она появляется вновь в 7-м сезоне, где Дэррил заставляет её купить ему ковбойскую одежду и доставить её на парковку после того, как узнаёт, что новому менеджеру филиала Деанджело нравится Юго-Запад.

### Близкие Кевина
- Стейси (Триш Гейтс) — часто упоминаемая, но редко появляющаяся невеста Кевина. Она была четвёртой женщиной, которой Кевин сделал предложение, но первой, кто согласился. Он был очень доволен результатом, хотя втайне считал её вторым выбором после Мелиссы Райли[40]. У Стейси есть дочь по имени Эбби (которую сыграла дочь создателя сериала Грега Дэниелса, Хейли), которую Кевин приводит в офис в конце 2-го сезона.

Стейси впервые появляется в начале 2-го сезона на вручении премий Данди. Позже она появляется на барбекю-вечеринке Джима и на свадьбе Филлис. Во время празднования Дня святого Валентина Кевин рассказывает, что у него и Стейси начинают возникать проблемы в отношениях, и признаёт, что иногда она уезжает из Скрэнтона, не сказав ему, куда едет. Позже, в 3-м сезоне, Кевин утверждает, что они назначили дату свадьбы, но когда Келли спрашивает его, на какое число она назначена, он заявляет, что «это сложно», и не хочет больше говорить на эту тему. В 4-м сезоне Кевин рассказывает, что Стейси рассталась с ним и что они в плохих отношениях. В 5-м сезоне он рассказывает, как Стейси разорвала их отношения: Кевин небрежно сказал ей, что верит, что «Филадельфия Иглз» могут выиграть Восточный дивизион Национальной футбольной конференции, и она резко заявила: «Мы растаёмся».
- Линн (Лиза-Кэй Уайетт) — любовный интерес Кевина в 5-м сезоне. Впервые она появляется, когда посещает вечеринку одиночек, которую организовал Майкл. Кевину она понравилась, но ему неловко с ней разговаривать. Позже он извиняется, заявляя, что нервничает из-за «красивых девушек», что ей льстит, и она даёт ему свой адрес электронной почты. Коллеги дают Кевину совершенно разные советы по ухаживанию за ней, но в конечном итоге ему удаётся её заинтересовать, когда он приглашает её на ужин и в кино. В конце 5-го сезона Линн страстно целует Кевина, однако в удалённой сцене он сообщает съёмочной группе, что они с Линн расстались. Позже она упоминается в 6-м сезоне, когда Кевин заявляет, что по сравнению с Эрин «Линн была намного горячее».

### Близкие Оскара
- Гил (Том Чик) — бывший парень Оскара. Впервые он появляется во 2-м сезоне, когда Дуайт едет к дому Оскара, чтобы узнать, действительно ли он болен гриппом. Несмотря на то, что Оскар и Гил, очевидно, состоят в отношениях, Дуайт не обращает на это внимания[41]. Он снова появляется в начале 3-го сезона, когда Майкл обнаруживает, что Оскар гей, но считает, что Гил - просто сосед Оскара по комнате. Чтобы убедиться, что Оскар не подаст в суд на компанию после того, как Майкл раскрыл его ориентацию персоналу, Джен даёт Оскару трёхмесячный оплачиваемый отпуск и он сообщает съёмочной группе, что они с Гилом поедут в Европу. Позже Гила можно увидеть, когда он и Оскар возвращаются в офис на празднование Рождества, но, увидев, на что похожа вечеринка, решают, что возвращаться «слишком рано», и тихо уходят, незамеченные персоналом. Позже Гил и Оскар посещают художественную выставку Пэм, где Гил выражает своё презрение к её искусству, не подозревая, что Пэм стоит прямо за ним[42].

В конце 3-го сезона Оскар сообщает, что планирует разорвать отношения с Гилом. Гил больше не упоминается до начала 6-го сезона, когда сестра Пэм, Пенни, принимает за него Кевина. В 8-м сезоне также подразумевается, что Оскар может сожалеть о своём решении расстаться с Гилом, поскольку он с тоской вспоминает о том времени, когда они были вместе, а затем с грустью заявляет, что они «тогда были так счастливы».

### Близкие Келли
- Рави (Сендхил Рамамурти) — педиатр и парень Келли. Впервые появляется в конце 8-го сезона, когда Пэм рассказывает съёмочной группе, что она познакомила Рави и Келли в надежде помочь Келли забыть о Райане. На протяжении всего эпизода Райан предпринимает несколько попыток вернуть Келли, в конце концов арендовав лошадь и заявив Келли о своей любви. Она отвечает, что любит Рави, но надеется остаться с ним друзьями. Они обнимаются на прощание, но начинают страстно целоваться. Однако, несмотря на это, в финале сезона выясняется, что она всё ещё встречается с Рави, а не с Райаном. В премьере 9-го сезона Тоби сообщает съёмочной группе, что Келли и Рави теперь помолвлены и переехали в Огайо после того, как Рави получил работу профессора педиатрии в Университете Майами. Он возвращается в финале сериала как жених Келли, но она оставляет его ради Райана, который отвлекает Рави, вызывая у своего ребёнка аллергическую реакцию. Позже он отдаёт ребенка Кевину, пока звонит в Службу по делам детей.

### Семья и близкие Стэнли
- Мелисса Хадсон (Джазз Рэйкол) — дочь-подросток Стэнли от первого брака. Она впервые появляется в начале 2-го сезона, когда Майкл без задней мысли вульгарно высказывается о фотографию Мелиссы на столе Стэнли, не зная что это его дочь[44]. Позже Стэнли приводит её в офис в день «Приведи свою дочь на работу». Она влюбляется в Райана, из-за чего Келли начинает ревновать. Келли рассказывает всё Стэнли, который кричит на испуганного Райана. Мелисса появляется в удалённой сцене в 3-м сезоне, где она приходит на вечеринку офиса в ресторан Poor Richard's и заводит разговор с Райаном, но он её не узнаёт. Как только Стэнли замечает, что они общаются, он снова начинает кричать на Райана[45].
- Терри Хадсон (Джоанн Карлсен) — вторая бывшая жена Стэнли, работает дизайнером интерьеров. В премьере 2-го сезона, во время вручения премий Данди, Майкл предполагает, что она не жена Стэнли, потому что она белая. Во время круиза на теплоходе она сопровождает Стэнли. В 3-м сезоне она присутствует на свадьбе Филлис со Стэнли. В 5-м сезоне она посещает вечеринку Майкла. Во 2-м сезоне, во время дня «Приведи свою дочь на работу», подразумевается, что Терри в плохих отношениях со своей падчерицей. Когда Пэм ошибочно называет Терри своей матерью, Мелисса становится враждебной и резко поправляет Пэм.

В премьере 6-го сезона Майкл обнаруживает, что Стэнли изменяет Терри с женщиной по имени Синтия. В конце эпизода Майкл разговаривает с Терри по телефону и случайно называет её Синтией, что подтверждает её подозрения, что у Стэнли роман. Предполагается, что она бросает его, поскольку Стэнли в гневе разбивает машину Майкла. Их расставание подтверждается в более поздних эпизодах, когда он начинает публично встречаться с Синтией.
- Синтия (Альджерита Уинн-Льюис) — женщина, с которой у Стэнли роман. Первоначально она была его медсестрой во время его реабилитации, но в конце концов у них завязался роман, несмотря на то, что они оба были в браке. Вскоре после того, как их роман раскрывается, в премьере 6-го сезона Стэнли решает прекратить их отношения, так как он больше не хочет изменять своей жене, но после того, как Терри уходит от него, он остаётся с Синтией. Она впервые появляется на свадьбе Джима и Пэм вместе со Стэнли, а позже в начале 7-го сезона, посещая местную постановку «Суини Тодд», в которой играет Энди. В удалённой сцене этого эпизода она непреднамеренно вызывает у Филлис ревность, быстро формируя дружеские отношения с Бобом Вэнсом, из-за чего Филлис назвала её «разрушающей семьи шлюхой» в интервью съёмочной группе[46]. Синтия также появляется со Стэнли на крещении дочки Джима и Пэм и на приёме на ферме Дуайта, устроенном Энди.

### Семья Филлис
- Роберт «Боб» Вэнс (Роберт Р. Шафер) — муж Филлис и владелец Vance Refrigeration, которая арендует офис по соседству. Он часто представляется как «Боб Вэнс из Vance Refrigeration», чтобы прорекламировать свой бизнес. Впервые появляется во 2-м сезоне на Рождественской вечеринке как парень Филлис и представляется своей коронной фразой Кевину, Стэнли и Райану по отдельности, хотя все они стоят рядом друг с другом. Это заставляет Райана в шутку спросить: «Итак... кем ты работаешь, Боб?». Во время празднования Дня святого Валентина он отправил несколько подарков Филлис в офис, подписав «Боб Вэнс из Vance Refrigeration». Он также предоставил мини-холодильник в качестве приза на «Ночь казино». В премьере 3-го сезона Майкл предполагает, что Филлис может быть лесбиянкой, после чего она объявляет, что они с Бобом помолвлены. Позже он назвал Майкла и Стэнли «парой Мэрис» после того, как они заставили Филлис вернуться в конец очереди за крендельками, вместо того, чтобы позволить ей стоять с Бобом. Он дружелюбный и услужливый сосед Dunder Mifflin, в том числе предлагает накачать автомобильные шины сотрудников, после того, как Майкл сдул их в попытке создать офисный дух товарищества. Когда становится известно, что филиал в Скрэнтоне закрывается, Боб предлагает купить склад Dunder Mifflin, тем самым позволяя всем работникам сохранить свои рабочие места. Перед свадьбой на складе Dunder Mifflin для него проводится мальчишник, но он отказывается, чтобы его развлекала стриптизёрша, которую нанял Майкл. На их свадьбу с Филлис приглашены все её коллеги, но, после неподобающего тоста, Боб выгоняет Майкла. Даже на свадьбе его называют «Боб Вэнс из Vance Refrigeration» во время их клятв. В удалённой сцене в конце сезона он приходит в офис Dunder Mifflin, чтобы утешить Филлис после того, как её напугал эксгибиционист, а затем ведёт её на прогулку, чтобы успокоить её нервы.

Он водит GMC Yukon и является унитарием (что выясняется в премьере 4-го сезона). Он внимательный и преданный муж, глубоко влюблённый в Филлис. Во время свадебного эпизода Филлис упоминает «драму о маме», потому что приезжает другая семья Боба из Хошимина (Вьетнам), но об этом не упоминается иначе. Во 2-м эпизоде веб-сериала «The Office: The Outburst» Оскар упомянул, что Бобу было предъявлено обвинение большим жюри. Однако Филлис заявляет, что все обвинения были сняты после того, как ни один из свидетелей не появился. Позже Боб и трое других участников «Пяти семей» Даблъю-Би Джонс, Билл Кресс и Пол Фауст собираются вместе, чтобы разрешить спор о парковке, который довели до них Кевин и Энди. В финале 4-го сезона Боб посещает прощальную вечеринку Тоби, а в удалённой сцене показано, как он даёт Филлис большую сумму денег, чтобы её дебют в качестве главы комитета по планированию вечеринки был успешным. В начале 5-го сезона Боб посещает аукцион Майкла, намереваясь выиграть билеты на Брюса Спрингстина, но после ожесточённых торгов с Дуайтом в конечном итоге покупает объятие Филлис за 1 000 долларов. Позже, во время сдачи крови, он называет Майкла, Дуайта и Энди «этим придурком», «этим другим придурком» и «этим новым придурком» соответственно. В 6-м сезоне, во время игры в «Тайного Санту», Филлис угрожает «вовлечь Боба», чтобы разрешить её соперничество в роли Санты с Майклом. Джим сначала сбит с толку тем, что мог бы такого сделать Боб, но кажется слегка встревоженным, когда Филлис говорит: «Неважно, я не должна была этого говорить».
Персонаж «Звёздных войн» Кобб Вант (англ. Cobb Vanth), созданный Чаком Уэндигом для его трилогии книг «Звёздные войны: Последствия» и сыгранный Тимоти Олифантом в сериалах «Мандалорец» и «Книга Бобы Фетта», назван в честь Боба Вэнса, а его имя неправильно написано как «Кобб Вэнс» (англ. Cobb Vance) в некоторых главах трилогии «Звёздные войны: Последствия».
- Элберт Лапин (Хансфорд Роу) — пожилой отец Филлис, инвалид-колясочник. Он появляется в 3-м сезоне на свадьбе дочери и ему удаётся набраться сил, чтобы встать и провести Филлис к алтарю, что заставляет Майкла чувствовать себя отодвинутым на задний план, ведь изначально он вёз инвалидное кресло Элберта.
- Дядя Эл — пожилой дядя Филлис, который появляется в 3-м сезоне на её свадьбе, а Дуайт ошибочно принимает его за незваного гостя. Кроме того, в 7-м сезоне упоминается мать Филлис, когда Филлис говорит Холли, что недавно перевела её в дом престарелых.

### Семья Мередит
- Джейк Палмер (Спенсер Дэниелс) — неуважительный и проблемный сын Мередит, которого она приводит в офис во 2-м сезоне во время дня «Приведи свою дочь на работу» после того, как его отстранили от учёбы в школе. Во время своего пребывания в офисе он очень груб с персоналом, особенно с Дуайтом, к которому обращается как «мистер Какашка». Чтобы продемонстрировать Анджеле, что он способен обеспечивать дисциплину, Дуайт становится суровым с Джейком, назвав его «ужасным маленьким одиночкой», что расстраивает ребёнка. Ближе к концу эпизода он сближается с Пэм, заявляя, что её работа администратором «потрясающая». Позже он упоминается в премьере 4-го сезона, когда после того, как у Мередит обнаруживается бешенство, Дуайт предлагает вместо того, чтобы тратить деньги на «Весёлый забег» Майкла, организованный чтобы повысить осведомлённость о болезни, они должны создать фонд для поступления Джейка в колледж. На что Майкл отвечает: «Вы видели этого парня? Он не поступит в колледж». Джейк снова появляется в удалённой сцене в финале 5-го сезона, когда Мередит приводит его на корпоративный пикник Dunder Mifflin, и после того, как он оскорбляет её, она запирает его в своей машине до конца дня. В 8-м сезоне Мередит рассказывает, что Джейк в какой-то момент между 5-м и 8-м сезонами сделал татуировку на лице. Теперь уже взрослый Джейк (теперь его можно увидеть с татуировкой китайских символов на лице и шее) появляется в эпизодической роли в финале 8-го сезона, когда делает семейную фотографию с Мередит. Он сердито просит мать просто улыбнуться для фото, но она отвечает, что не хочет. В финале сериала выясняется, что Джейк стал стриптизёром и выступает на девичнике Анджелы, что всем, кроме Мередит, кажется неудобным.
- В начале 5-го сезона Мередит также упоминает, что у неё есть умершая сестра, похороны которой она пропустила, чтобы присутствовать на свадьбе Кейт Миддлтон и принца Уильяма.

### Семья Тоби
- Саша Флендерсон (Делейни-Рут Фаррелл) — дочь Тоби, которую он часто упоминает. Во 2-м сезоне во время дня «Приведи свою дочь на работу» Тоби приводит её в офис, и она быстро сближается с Майклом. В 5-м сезоне вовремя Рождества в марокканском стиле её голос слышен по телефону, когда Тоби звонит и спрашивает её, слышала ли она когда-нибудь о кукле «Принцесса Единорог»[48]. В удалённой сцене в 7-м сезоне Саша, теперь уже подросток, появляется в веб-чате со своим отцом, во время которого она непреднамеренно расстраивает его, рассказывая, что у её матери появился новый парень[49]. Позже Саша появляется в эпизодической роли в финале 8-го сезона, когда делает семейную фотографию с отцом.
- Рори Флендерсон (сыграл сценарист и продюсер сериала Уоррен Либерштейн, брат Пола Либерштейна) — брат Тоби, проживающий в Боулдере (Колорадо). Он появляется в конце 7-го сезона, одетый так же, как и его брат, когда он разговаривает с Тоби через видеочат и взволнован тем, что Майкл переезжает в Колорадо.
- Кэти Беккер — подразумеваемая бывшая жена Тоби. Она никогда не появляется в сериале. В начале 7-го сезона Тоби сказал, что учился в семинарии и бросил учёбу, чтобы заняться сексом с женщиной по имени Кэти. Они поженились, у них родилась дочь, в итоге развелись ещё до начала сериала. Майкл часто высмеивает тот факт, что Тоби - разведённый мужчина.

### Семья Джен
- Арт Гулд — бывший муж Джен. Их разлука раскрывается в начале 2-го сезона, где Джен в конце концов признаёт, что это произошло из-за её желания иметь детей и его нежелания этого. Позже в удалённой сцене Майкл звонит Арту за советом по поводу его «отношений» с Джен, но тот обижается, что он позвонил ему по такому вопросу.
- Астрид «Асси» Левинсон — дочь Джен, которой она забеременела в результате искусственного оплодотворения через банк спермы. Астрид впервые появляется в начале 5-го сезона, когда Джен приводит её в офис. В удалённой сцене Джен обнаруживает, что Кевин пожертвовал сперму в тот же банк спермы, в который она ходила, и приходит в ужас от возможности того, что он может быть биологическим отцом Астрид. Астрид снова появляется в начале 7-го сезона, хотя она значительно старше, чем была при предыдущем появлении.

### Семья Роя
- Кенни Андерсон (Майкл-Патрик МакГилл) — брат Роя. Он впервые упоминается во 2-м сезоне, когда Пэм рассказывает, что Кенни сопровождал своего брата на их первом свидании с Пэм. Он впервые появляется в 3-м сезоне, посещая художественную выставку Пэм вместе с Роем, а позже приходит в ресторан Poor Richard's вместе с Роем на вечеринку Пэм и её коллег. Когда Пэм признаётся Рою, что Джим поцеловал её (в финале ??2-го сезона), он приходит в ярость, и они с Кенни начинают крушить бар. Чтобы отговорить владельцев от вызова полиции, Кенни расплачивается с ними деньгами, которые он получил от продажи своих гидроциклов. Спустя годы Кенни появляется в начале 9-го сезона на свадьбе Роя, где он, разговаривая с Джимом, рассказывает об успехе брата, упоминая, что теперь у него есть спортивный автомобиль за 50 тысяч долларов.
- Лара (Сара Чейз) — жена Роя. Они поженились ровно через год после знакомства, в начале 9-го сезона. В свадебном тосте Роя он рассказывает, что, когда он впервые встретил Лару, он считал её официанткой, но три недели спустя она рассказала ему, что на самом деле была владелицей заведения, где он ел. На их свадьбе он удивляет её, рассказывая, что научился играть на пианино, и исполняет для неё «She's Got a Way» Билли Джоэла.

### Семья Карен
- Дэн (Дэн Гур[50]) — муж Карен, дерматолог. Они встретились в баре, а позже поженились после того, как Карен перевели в филиал в Ютике. В 5-м сезоне Карен уже на восьмом месяце беременности от него. Позже Дэн появляется в эпизодической роли в 7-м сезоне, где его можно ненадолго увидеть на заднем плане во время интервью Карен съёмочной группе.

### Семья Холли
- Мистер и миссис Флакс (озвучены неизвестными актёрами) — родители Холли, которые живут в Боулдере (Колорадо). Мистер Флакс также является причиной того, что Холли и Майкл переезжают в Колорадо, поскольку во время телефонного разговора она замечает, что он кажется психически неориентированным.

### Семья Дэвида Уоллеса
- Рейчел Уоллес (Джин Вилпик) — жена Дэвида. Впервые она появляется в 3-м сезоне, когда она вынуждена иметь дело с выходками Майкла и Дуайта, а позже снова появляется в 6-м сезоне, когда подразумевается, что её отношения с Дэвидом натянуты с тех пор, как он был уволен из Dunder Mifflin.
- Тедди Уоллес (Оуэн Дэниелс — сын создателя сериала Грега Дэниэлса) — младший сын Дэвида и Рэйчел. Он впервые появляется в 3-м сезоне, а затем в 6-м сезоне, когда он громко играет на своей ударной установке во время визита Майкла в дом Дэвида.

### Семья Роберта Калифорния
- Сьюзан Калифорния (Мора Тирни) — третья бывшая жена Роберта. Она появляется в 8-м сезоне, когда она приходит в офис в поисках работы. Однако, без её ведома, Роберт тайно приказывает Энди не нанимать её. После того, как она просит работу бухгалтером, Энди утверждает, что офис уже полностью укомплектован, но, в отличие от его предыдущей просьбы, в этот раз Роберт настаивает на том, чтобы ей дали работу, что Энди и делает, к большому разочарованию Роберта. Позже она в конце концов понимает, что Роберт не хотел, чтобы она работала в офисе и они обсуждают его нечестность. Позже, после работы, она встречает Энди на парковке и, к его удивлению, приглашает его на свидание. В следующем эпизоде выясняется, что Сьюзан и Роберт разводятся. В своём дебютном эпизоде Сьюзан рассказывает в интервью съёмочной группе, что познакомилась с Робертом, когда работала секретарём в компании, которую он приобрёл, и что он изменял своей второй жене, когда они начали встречаться.
- Берт Калифорния (Дэвид Мазуз) — сын-подросток Роберта, который разделяет некоторые специфические черты характера своего отца. Он появляется в 8-м сезоне, когда сопровождает отца на офисную вечеринку в честь Хэллоуина и вскоре сближается с Дуайтом из-за их схожих интересов и мнений.

## Другие персонажи

### Хэнк Тейт
Хэнк Тейт (Хью Дейн) — также известный как охранник Хэнк, возглавляет службу безопасности в офисном парке. Хэнк тихий и строгий и без особого энтузиазма выполняет свои обязанности. С тех пор, как Дуайт купил здание, обязанности Хэнка расширились и теперь включают обслуживание ветхой кофейной стойки, установленной в вестибюле. Впервые его можно увидеть в начале 2-го сезона сидящим за своим столом, когда Майкл выходит из здания во время празднования Хэллоуина. В 4-м сезоне Джим забывает сообщить Хэнку, что офисные работники будут работать допоздна, и Хэнк запирает ворота парковки, и они не могут уехать домой. Не зная имени Хэнка, Джим звонит ему на мобильный телефон, чтобы попросить его прийти и открыть ворота. Другие офисные работники понимают, что они не дали Хэнку чаевых на прошлое Рождество (Джим забыл их собрать), и он, вероятно, не придёт им на помощь. Позже прибывает бригада уборщиков, открывая ворота, а некоторое время спустя приезжает Хэнк и обнаруживает, что все разъехались, не уведомив его. Когда Тоби покидает офис в конце 4-го сезона, Майкл приводит Хэнка, чтобы тот выпроводил его. В начале 5-го сезона он играет на гитаре используя сценический псевдоним «Хэнк Дойл» и продавая компакт-диски, чтобы расплатиться за ограбление. Майкл также призывает Хэнка помочь решить, что персонал Dunder Mifflin должен делать с излишними деньгами, но его внезапно увольняют из-за того, что он не может принять быстрое решение. Позже Чарльз Майнер приказывает Хэнку физически удалить Майкла из офиса, что становится немного неловко для Хэнка. Он также владеет 1/8 долей сдаваемой в аренду недвижимости в Питсоне, которой Дуайт гордится на 1/8. Во время чтения финального сценария на DVD 9-го сезона фамилия Хэнка указывается как «Дойл».
Хэнк широко фигурировал в удалённом открытии финала сериала. Сцена, которая была вырезана из-за её длины, показывает, как Хэнк играет «Дорфеуса» в тщательно продуманном розыгрыше Джима и Пэм, чтобы заставить Дуайта поверить в то, что Матрица реальна. Однако план имеет неприятные последствия, когда Дуайт решает принять синюю таблетку, а не красную, как ожидал Джим. Полная удалённая сцена была опубликована на YouTube 1 января 2021 года и содержит в конце посвящение недавно умершему Хью Дейну.

### Билли Мёрчант
Уильям «Билли» Мёрчант (Марк Йорк) — управляющий недвижимостью Scranton Business Park, офисного парка, в котором расположен филиал Dunder Mifflin. Билли физически недееспособен и передвигается в инвалидной коляске с четырёхлетнего возраста. На протяжении всего своего появления в сериале он выглядит спокойным и профессиональным человеком и, кажется, игнорирует незрелость и грубость Майкла, но при этом проявляет к нему щедрость. Впервые он появляется во 2-м сезоне, когда Майкл, обжёгшись о гриль, приглашает Билли в офис, чтобы поговорить о том, что он инвалид. Замечания Майкла оскорбляют Билли, заставляя его уехать, а уезжая, он сообщает Джиму, что у Дуайта может быть серьёзное сотрясение мозга. Билли снова появляется в финале сезона, посещая казино на складе со своей девушкой, которую Майкл принимает за его медсестру. В начале 3-го сезона выясняется, что раз в год Билли доставляет тележку с кренделями в вестибюль бизнес-парка Скрэнтона, чтобы бесплатно раздавать их, «в благодарность лояльным арендаторам». В премьере 4-го сезона он участвует в «Весёлом забеге» Майкла и в конце концов обгоняет его. В 5-м сезоне он помогает Майклу обустроить офис (который, по сути, представляет собой уборную) для его новой бумажной компании. Билли не упоминается и не появляется после того, как Дуайт купил здание в конце 6-го сезона. Билли имеет такую же фамилию как и с соавтором оригинального сериала Стивен Мёрчант.

### Лео и Джино
Лео и Джино (сыграли сценаристы сериала Джин Ступницки и Ли Айзенберг соответственно) — курьеры Vance Refrigeration. Впервые появляются во 2-м сезоне в удалённой сцене, в которой они пытаются привлечь внимание съёмочной группы, когда едут в лифте с Майклом, а позже доставляют Филлис подарки от Боба Вэнса на День святого Валентина, и, в удалённой сцене, флирта с Пэм. В удалённой сцене в конце этого сезона выясняется, что Лео и Джино курили косяк, найденный на стоянке. В финале 4-го сезона они помогают Филлис организовать прощальную вечеринку Тоби. В 5-м сезоне они выманивают у Майкла 500 долларов, продавая ему то, что он считает марихуаной, но на самом деле является пакетом с салатом Капрезе. В конце этого сезона, когда Келли и Эрин начинают танцевать в кафе-диско Майкла, показано, что Лео и Джино очень хотят танцевать с ними. В 7-м сезоне Джино также появляется в эпизодической роли в фильме Майкла «Уровень тревоги: Полночь», изображая посетителя бара.

### Бренда Матлоу
Бренда Матлоу (Бренда Уитерс) — корпоративный тренер, которого отправляют в филиал Скрэнтона, чтобы оценить «Упражнение по обучению лидерству» Майкла во 2-м сезоне во время корпоративного круиза. Позже Джим оставляет ей голосовое сообщение, в котором приглашает её на свидание. Позже в удалённой сцене она перезванивает Джиму. Однако, поскольку Пэм «сглазила» (игра на желания) его, он не может ответить. В интервью съёмочной группе он пишет на листе бумаги: «Она перезвонит». Бренда больше не упоминалась в сериале.

### Викрам
Викрам (Ранджит Чоудхри) — торговый представитель, который работал с Майклом в телемаркетинговой компании по производству таблеток для похудения Lipophedrine. Викрам индиец и утверждает, что был хирургом в Индии. Он мудрый и прилежный работник, он беспокоился о потере лучших часов продаж во время своего краткого членства в бумажной компании Майкла Скотта. Впервые его можно увидеть в 4-м сезоне, когда Майкл пытается заниматься телемаркетингом по ночам, чтобы получить дополнительный доход. Он дружелюбен по отношению к Майклу, разделяет с ним обеды и даёт ему хорошие советы. Позже Майкл нанимает Викрама для работы в своей компании в 5-м сезоне, но вскоре тот отказался от этой идеи и вернулся к своей работе, поняв, насколько непродуманным был план Майкла.

### Эл Браун
Эл Браун (Ларри Уилмор) — консультант, посланный корпорацией для проведения здорового обсуждения вопросов разнообразия с сотрудниками офиса после получения жалоб на подражание Майкла речи Криса Рока в начале 1-го сезона. Позже мистера Брауна можно увидеть в премьере 3-го сезона, где он проводит в филиале Стэмфорда такое же обучение на тему разнообразия, как и в филиале Скрэнтона. Он ссылается на инциденты в Скрэнтоне как на причину, по которой он находится в Стэмфорде.

### Элизабет
Элизабет (Джеки Дебэтин) — стриптизёрша, которую Дуайт нанял для «развлечения» на мальчишнике Боба Вэнса в 3-м сезоне. После того, как Боб и Майкл отказываются от танца на коленях, Дуайт заставляет её сесть за свободный стол Оскара, чтобы отвечать на звонки в течение дня. Когда Майкл чувствует себя плохо из-за предательства Джен, он спрашивает Элизабет (называя ее «стриптизёршей»), должен ли он сказать ей. Она отвечает: «Секретные секреты — это не весело, секретные секреты кому-то вредят». Когда офису нужен медицинский работник, чтобы получить чек на выручку от сбора средств, Элизабет нанимают, чтобы она оделась как медсестра, и получила чек, чтобы помочь вылечить бешенство во время премьеры 4-го сезона. Позже её видели флиртующей с Дэррилом. Она возвращается в финале сериала в роли стриптизёрши на мальчишнике Дуайта, и он путает её с официанткой.

### Ферн Уидгейл
Ферн Уидгейл (сыграл шоураннер, сценарист и разработчик сериала Грег Дэниелс) — сосед Майкла, проживающий в кондоминиуме рядом с бывшим домом Майкла. Он появляется в удалённой сцене в начале 2-го сезона, в которой он встречает Майкла и Дуайта и возмущён личностью Майкла. Когда его спрашивают, кто он по профессии, он отвечает, что продаёт пряжу, над чем Майкл и Дуайт не могут не смеяться.
На панели сериала на фестивале Comic Con 2008 года выяснилось, что Ферн - гей, а сценарист Лестер Льюис заявил, что он изобразил парня персонажа, но его роль была вырезана.
В фильме Майкла «Уровень тревоги: Полночь» есть ребёнок-актёр с похожим именем (Ферд Уинкдейл).

### Семья Принс
Семья Принс состоящая из Роджера Принса-старшего (Дэн Десмонд), который основал бумажную компанию после возвращения с войны во Вьетнаме, его жены Линды (Шэрон Блэквуд), их сына Роджера-младшего (Дэн Баккедал) и младшей дочери Ребекки (Эмили Рэй-Ардженти). Все они управляют конкурирующей бумажной компанией где-то недалеко от Скрэнтона. В 5-м сезоне Дэвид Уоллес просит Майкла исследовать Prince Paper. Когда Майкл посещает компанию, изображая из себя потенциального клиента, удивительно добрая и чрезмерно доверчивая семья даёт ему список своих лучших клиентов для использования в качестве справки, которую Дуайт в конечном итоге вынуждает Майкла отправить Дэвиду Уоллесу. Позже Майкл звонит в Prince Paper, и его встречает запись автоответчика, в которой говорится, что компания прекратила свою деятельность.

### Брэндон
Брэндон (Джерри Майнор) — парень Вэл. Брэндон владеет собственным рестораном и склонен к крайнему возбуждению и ревности. Впервые его можно услышать в 8-м сезоне, когда он звонит Дэррилу и спрашивает адрес склада, чтобы отправить цветы своей девушке. Однако позже Вэл говорит Дэррилу, что цветы были от её матери, несмотря на то, что он указал на то, что у звонившего был низкий голос и зовут его Брэндон, что, возможно, указывает на то, что Вэл интересуется Дэррилом. Позже Брэндон впервые появляется в живую, когда приходит в офис и обвиняет Дэррила в романе с Вэл после того, как прочитал ей смски Дэррила, хотя Вэл в конце концов убеждает его, что между ними ничего нет. Брэндон снова появляется в финале этого сезона, когда навещает Вэл на складе и слышит, как Дэррил положительно отзывается о ней. Он снова обвиняет его в том, что он интересуется ею, но на этот раз Дэррил признаётся, что это так. Позже в эпизоде Вэл присоединяется к Дэррилу и его дочери, когда они фотографируются на семейный портрет, и она берёт его за руку, что предполагает, что она оставляет Брэндона ради Дэррила. Это подтверждается в следующем сезоне, когда показано, что они встречаются.

### Джастин Спитцер
Джастин Спитцер (Стивен Сокс) — персонаж, впервые показанный на свидании за столом хибати в 3-м сезоне. В 5-м сезоне Джастин делает ставки на складском аукционе, и его также можно увидеть в 7-м сезоне, выходящего из лифта с доставщиком, когда Майкл в последний раз выходит из офиса. Этот персонаж был назван в честь сценариста «Офиса» Джастина Спитцера, который создал и спродюсировал ситком NBC «Супермаркет».

### Меган
Меган (Элви Йост) — ученица старшей школы, которая появляется в удалённой сцене в 4-м сезоне, где она заинтересована в стажировке в Dunder Mifflin, но отвергнута Оскаром, который пытается избавить её от предполагаемых страданий, которые она перенесёт, работая в офисе. Позже она снова появляется в премьере 6-го сезона в качестве одной из трёх летних стажёров в филиале Скрэнтона, где, согласно предсказанию Оскара, она вместе со своими товарищами-стажёрами страдает от выходок персонала.

### Дебора Шошлефски
Дебора Шошлефски (Эйприл Иден) — модель, в которую Майкл влюбился в 4-м сезоне, увидев её в каталоге канцелярских товаров. Дуайт выслеживает её для него, но обнаруживает, что она мертва, поскольку врезалась на своей машине в самолётный ангар, находясь под воздействием каннабиса. Майкл опустошён этой новостью и позже посещает её могилу вместе с Дуайтом (что завершается тем, что они поют «American Pie» всю ночь и непреднамеренно танцуют на её могиле).
Согласно её надгробию, она родилась в 1966, а умерла в 2003 году.

### Том Уиточкин
Том Уиточкин (Грег Тукулеску) — бывший друг детства Джима. Он появляется в 7-м сезоне, посещая семинар Энди по открытию малого бизнеса, где его присутствие заставляет Джима, который изначально был одним из приглашённых докладчиков, внезапно уйти и провести весь день вне офиса. Позже Пэм заставляет его объяснить, почему он ведёт себя так странно, и он рассказывает о прошлой дружбе с Томом и о том, что они были помещены в отдельные группы чтения в школе, а Джим был в старшей. После того, как его мать сказала ему проводить время со своими «умными» друзьями, Джим сказал Тому, что его мать «думает, что он слишком тупой, чтобы тусоваться с ним». Джим в конце концов натыкается на него в комнате отдыха и пытается посмеяться над их историей, но Том издевается над Джимом за то, что он не так успешен, используя язвительное замечание: «Где твой реактивный ранец, Цукерберг?».

### Скрэнтонский душитель
Джордж-Ховард Скуб, прозванный СМИ «Скрэнтонским душителем» — серийный убийца, который, как следует из его прозвища, душит своих жертв. Хотя его никогда не показывали на экране, его упоминали несколько раз, начиная с 6-го сезона, когда заголовок газеты гласит: «Скрэнтонский душитель снова наносит удар». Позже в удалённой сцене Майкл пытается выдать себя за Душителя, чтобы произвести впечатление на подругу Пэм. В конце этого сезона Дуайт говорит с Келли о наилучшем способе борьбы с Душителем. В начале 7-го сезона Дуайт одевается как Душитель на Хэллоуин. Позже сотрудники офиса смотрят прямую трансляцию полицейской погони за Душителем и взволнованы, когда машины проезжают по дороге перед их зданием. Вскоре после этого Тоби выбирают в качестве присяжного заседателя на суде над Душителем, что вынуждает его взять отпуск и приводит к тому, что Холли назначается его временной заменой. В конце этого сезона Тоби заявляет, что человек, которого он помог осудить как Скрэнтонского душителя, был приговорён к смертной казни, но Тоби начинает сомневаться в том, действительно ли этот человек виновен. Душитель больше не упоминается до рождественского эпизода 9-го сезона, в котором Тоби раскрывает имя осуждённого убийцы, которого он до сих пор считает невиновным. Однако несколькими эпизодами позже, после того, как Нелли говорит Тоби либо сделать что-нибудь с этим, либо перестать говорить об этом, он идёт к Скубу в тюрьму, где тот чуть не задушил его, что, наконец, разрешает тайну того, является ли Скуб Скрэнтонским душителем.

### Съёмочная группа документального фильма
Съёмочная группа документального фильма — съёмочная группа, которая снимала жизнь сотрудников филиала Dunder Mifflin в Скрэнтоне с самого начала сериала. Их присутствие было встречено с совершенно разной реакцией и уровнем комфорта со стороны людей, которых они снимают, хотя по ходу сериала персонал постепенно привыкал, чтобы принять присутствие съёмочной группы как часть своего окружения.
Съёмочная группа часто вторгается в личную жизнь офисных работников, например, снимает общественные или частные мероприятия, и, как известно, принимает довольно крайние меры для съёмки, иногда тайно снимая сотрудников, даже если они говорят, что не хотят в этот момент сниматься. Хотя они в основном наблюдают за происходящим вокруг, операторы иногда вмешиваются, например, когда Пэм просит одного из них предупредить её, если они увидят какие-либо признаки того, что Дуайт и Анджела находятся в отношениях, что позже и делает один из операторов, или когда съёмочная группа показывает Джиму и Пэм недавние кадры их поцелуев, чтобы получить от них объяснение. Однако они также делали прямо противоположное, даже в критических ситуациях, например, когда Дуайт обманом заставил своих коллег поверить в то, что здание горит, а команда забыла сообщить всем, что это просто «учение по технике безопасности» (даже несмотря на то, что это приводит к массовой панике, а члена съёмочной группы даже топчут сотрудники).
Хотя они остаются в основном невидимыми, члены команды время от времени появлялись на заднем плане. Премьера 9-го сезона ознаменовалась тем, что зрители впервые услышали, как один из них говорит, когда Пэм и Джим заканчивают своё интервью, рассказывая об их лете, Пэм упоминает о длительном пребывании съёмочной группы в офисе, спрашивая оператора: «Ребят, а ведь у вас же всё есть? Я имею в виду, это просто бумажная компания», на что интервьюер (озвученный Дэвидом Роджерсом, режиссёром 10 эпизодов сериала) отвечает: «Ну, мы больше следим за вами, ребята, чтобы посмотреть, что у вас получится».
Во время сессии вопросов и ответов на The Office Convention в 2007 году сценаристы полушутя предположили, что первоначальной целью съёмочной группы, снимавшей жизнь сотрудников, было посмотреть, как филиал Dunder Mifflin в Скрэнтоне справился с самоубийством коллеги (которым был Том Питс), но съёмочная группа изменила своё внимание, поняв, что повседневные события в офисе могли бы стать более захватывающим документальным фильмом.

### Брайан
Брайан (Крис Диамантопулос) — оператор съёмочной группы. Он (предположительно) был с ними с тех пор, как они начали снимать документальный фильм, но он не появлялся до середины 9-го сезона, когда он утешает плачущую Пэм после ссоры с Джимом, приказывая при этом выключить камеры. В последующем эпизоде ??Пэм извиняется перед ним, так как его действия вызвали выговор со стороны начальства, хотя он говорит ей не чувствовать себя виноватой по этому поводу. Вскоре Брайана увольняют после того, как он нарушил протокол и вмешался, ударив работника склада Фрэнка микрофоном по лицу, когда, как показалось, тот собирался физически напасть на Пэм. Вскоре после его увольнения он говорит Пэм, что, если ей когда-нибудь что-нибудь понадобится, просто дать ему знать, оставив её благодарной, но сбитой с толку. Позже Халперты планируют пообедать с Брайаном и его женой Алиссой, чтобы поблагодарить его за защиту Пэм от Фрэнка. Когда они приходят в ресторан, они с удивлением встречаются только с Брайаном, который сообщает, что разводится. Он рассказывает, что он и его жена какое-то время ссорились и поняли, что для них всё кончено, когда наконец остановились. Затем между Джимом и Пэм возникает напряжение, когда эмоциональный срыв последней, произошедший несколько недель назад, раскрывается первому после того, как у Брайана начинают затуманиваться глаза, а Пэм утешает его, что заставляет его шутить о том, что им двоим нужно перестать плакать друг перед другом. Позже Пэм навещает Брайана в его квартире и говорит ему, что, увидев старые кадры, она думает, что чувства Джима к ней в значительной степени угасли, и Брайан соглашается. Когда она спрашивает о том, что снимала съёмочная группа, он говорит ей, что каждый важный момент был запечатлён даже без микрофонов. Понимая, насколько нарушена их личная жизнь, Пэм выбегает из дома Брайана. Пересмотрев промо, Пэм решает, что рада, что история её отношений с Джимом была запечатлена.